# Neuquén (ciudad)
Neuquén es una ciudad y municipio ubicada en la Patagonia argentina. Administrativamente es la capital de la provincia del Neuquén y cabecera del departamento Confluencia. Es la capital de provincia más joven del país, y desde  1991, la ciudad más poblada de la Patagonia argentina.
Ocupa la franja de tierra al oeste de la confluencia de los ríos Neuquén y Limay que dan origen al río Negro, por lo que forma parte de la microrregión del Alto Valle del Río Negro. En conjunto con las ciudades de Cipolletti (Río Negro), Plottier, Centenario, Senillosa (Neuquén), Cinco Saltos y Vista Alegre forma el Área Metropolitana de Neuquén.

## Elementos identitarios

### Toponimia
El nombre de la ciudad proviene del nombre del río, que en idioma mapuche significa 'agua que tiene fuerza'.
Dicho nombre ya se usaba desde 1940 para el Territorio Nacional. Desde 1930 fue utilizado para la estación de ferrocarril de la localidad, que en ese momento era un caserío llamado Confluencia. También otros actores sociales, en 1920, usaban Neuquén para referirse a la localidad. El nombre fue impuesto a la localidad en 1999, fecha en que se declara capital del territorio.
Es la única ciudad argentina que tiene nombre palíndromo, es decir, que se lee igual de izquierda a derecha que en reversa.

### Bandera
El día 24 de mayo de 2017 se lanzó el concurso "Una bandera para mi ciudad". Se presentaron 75 propuestas y el ganador del concurso fue el artista y arquitecto Carlos Alberto Juárez con su obra llamada "Confluencia", la cual en fondo celeste muestra dos cintas ondeadas blancas que imitan la confluencia de los ríos que rodean la ciudad. La bandera fue izada por primera vez el día 12 de septiembre de 2010 en ocasión del 106 aniversario de la ciudad.

## Geografía

### Localización
Está ubicada en el norte de la meseta patagónica, a unos 400 km al este de la cordillera de los Andes y a unos 450 km al oeste del golfo San Matías en el mar Argentino. 
Las coordenadas geográficas aproximadas del centro son 38° 57' 30" S, 68° 3' 30" O.
El ejido municipal es un área de 128.28 km². Limita al norte con el ejido de Centenario (Provincia de Neuquén); al este y al sur, con la provincia de Río Negro, ejido de Cipolletti; al este, con la ciudad de Cipolletti propiamente dicha, teniendo como límite el río Neuquén; y al sur con la localidad de Las Perlas, teniendo como límite el río Limay respectivamente; al oeste, con el ejido de Plottier (Provincia de Neuquén); y al noroeste con una zona del departamento Confluencia, que no pertenece a ningún municipio.

### Geomorfología y geología
El territorio del ejido puede dividirse en dos grandes unidades ambientales: la meseta y el valle.
La meseta propiamente dicha es una planicie ubicada entre los 300 y los 350 m s.n.m. Constituye el remanente de planicies aluviales antiguas elevadas y está compuesta de gravas con cementación calcárea. La altura máxima del ejido está ubicada en ella y alcanza 374 m s.n.m. al norte del barrio Bardas Soleadas. El borde de esta meseta se encuentra parcialmente disectada por cauces secos, llamados locamente cañadones, por donde escurre el agua durante las eventuales lluvias intensas.
En su transición hacia el valle, presenta una escarpa de erosión o frente libre, llamada barda, donde se pueden apreciar la estratificación del Grupo Neuquén y un talud o cono de detritos provenientes de la erosión eólica e hídrica. Esta unidad tiene un desnivel de entre 50 y 60 metros. El pedimento o piedemonte constituye una zona de pendiente hacia el valle donde tienen lugar procesos de transporte de sedimentos productos de la meteorización del Grupo Neuquén. Predominan los materiales gruesos o arenosos en la zonas de mayor pendiente; y finos o arcillosos, en los de menor pendiente.
La segunda unidad es el valle de los ríos compuesto por depósitos fluviales, que a su vez se puede dividir en: La llanura aluvial subreciente, una amplia faja central con la red de espiras de meandros colmados, con muy pocos cauces con nula funcionalidad y alta acción antrópica de nivelación; y la llanura aluvial reciente, la zona más cercana al río constituida por bancos, islas, riberas inundables y depósitos de albardones estabilizados tras la regulación de los caudales de los ríos. El punto más bajo del ejido es la rivera de la confluencia, con cota de 257 m s.n.m.

### Clima
El clima es seco desértico frío. Este clima está determinado fuertemente por la cordillera de los Andes y su orientación norte-sur, que funciona como una barrera para las masas de aire húmedo provenientes del Pacífico, lo que provoca un fuerte gradiente de precipitaciones de oeste a este. Como resultado, la zona centro de la Patagonia tiene escasas precipitaciones.
- Posee una fuerte amplitud térmica anual acompañada de una gran amplitud diurna, ambas propias de las características de los climas áridos.
- Como en toda zona árida las precipitaciones son escasas. Además no presentan un ciclo anual definido. En este sentido, el área está dentro de la región de transición entre el régimen de precipitación estival subtropical argentino y el de dominancia otoño–invernal del clima de los Andes patagónicos.
- Se está manifestando un notable aumento de las precipitaciones totales y de la probabilidad de ocurrencia de lluvias intensas de 100 mm. Esta últimas se daban, en promedio, cada 150 años y últimamente se dan a un ritmo de cada 10 años.[17]
- Los vientos son moderados a fuertes, lo que constituye un factor adicional de aridez. Las direcciones prevalecientes son del oeste y sudoeste, que en conjunto suman entre el 40 y 50 % del tiempo.
- El porcentaje medio de cielo cubierto es de un 50 %. La probabilidad de cielo cubierto es mayor en invierno, cuando alcanza cerca del 60 %, y menor en verano, donde se reduce a alrededor del 35 %.[18]
- Las nevadas son raras (aproximadamente una vez cada uno o dos años y en zonas altas o a los alrededores de la ciudad),[19] pero las heladas son típicas. Comienzan en abril y pueden darse hasta octubre.

Existe una estación meteorológica en el ejido del municipio, más exactamente en el aeropuerto. En el climograma se presentan gráficamente los resultados para la serie 1981-1990 y en el cuadro, los correspondientes a la serie 1961-1990.
| Parámetros climáticos promedio de Ciudad de Neuquén Aero, 1991-2020 | Parámetros climáticos promedio de Ciudad de Neuquén Aero, 1991-2020 | Parámetros climáticos promedio de Ciudad de Neuquén Aero, 1991-2020 | Parámetros climáticos promedio de Ciudad de Neuquén Aero, 1991-2020 | Parámetros climáticos promedio de Ciudad de Neuquén Aero, 1991-2020 | Parámetros climáticos promedio de Ciudad de Neuquén Aero, 1991-2020 | Parámetros climáticos promedio de Ciudad de Neuquén Aero, 1991-2020 | Parámetros climáticos promedio de Ciudad de Neuquén Aero, 1991-2020 | Parámetros climáticos promedio de Ciudad de Neuquén Aero, 1991-2020 | Parámetros climáticos promedio de Ciudad de Neuquén Aero, 1991-2020 | Parámetros climáticos promedio de Ciudad de Neuquén Aero, 1991-2020 | Parámetros climáticos promedio de Ciudad de Neuquén Aero, 1991-2020 | Parámetros climáticos promedio de Ciudad de Neuquén Aero, 1991-2020 | Parámetros climáticos promedio de Ciudad de Neuquén Aero, 1991-2020 |
| Mes                                                                 | Ene.                                                                | Feb.                                                                | Mar.                                                                | Abr.                                                                | May.                                                                | Jun.                                                                | Jul.                                                                | Ago.                                                                | Sep.                                                                | Oct.                                                                | Nov.                                                                | Dic.                                                                | Anual                                                               |
| ------------------------------------------------------------------- | ------------------------------------------------------------------- | ------------------------------------------------------------------- | ------------------------------------------------------------------- | ------------------------------------------------------------------- | ------------------------------------------------------------------- | ------------------------------------------------------------------- | ------------------------------------------------------------------- | ------------------------------------------------------------------- | ------------------------------------------------------------------- | ------------------------------------------------------------------- | ------------------------------------------------------------------- | ------------------------------------------------------------------- | ------------------------------------------------------------------- |
| Temp. máx. abs. (°C)                                                | 42.3                                                                | 40.0                                                                | 40.5                                                                | 33.1                                                                | 31.0                                                                | 26.8                                                                | 25.1                                                                | 30.6                                                                | 34.0                                                                | 35.0                                                                | 38.0                                                                | 40.8                                                                | 42.3                                                                |
| Temp. máx. media (°C)                                               | 32.1                                                                | 30.6                                                                | 27.4                                                                | 21.8                                                                | 16.6                                                                | 13.3                                                                | 13.1                                                                | 16.1                                                                | 19.3                                                                | 22.9                                                                | 27.1                                                                | 30.3                                                                | 22.5                                                                |
| Temp. media (°C)                                                    | 24.1                                                                | 22.4                                                                | 19.1                                                                | 13.7                                                                | 9.5                                                                 | 6.8                                                                 | 6.0                                                                 | 8.3                                                                 | 11.7                                                                | 15.5                                                                | 19.5                                                                | 22.6                                                                | 14.9                                                                |
| Temp. mín. media (°C)                                               | 15.9                                                                | 14.4                                                                | 11.8                                                                | 7.2                                                                 | 4.0                                                                 | 1.7                                                                 | 0.5                                                                 | 2.0                                                                 | 4.8                                                                 | 8.4                                                                 | 11.9                                                                | 14.6                                                                | 8.1                                                                 |
| Temp. mín. abs. (°C)                                                | 5.4                                                                 | 3.8                                                                 | 1.0                                                                 | -4.8                                                                | -10.5                                                               | -8.4                                                                | -17.6                                                               | -9.6                                                                | -5.5                                                                | -2.0                                                                | -0.6                                                                | 5.0                                                                 | -17.6                                                               |
| Precipitación total (mm)                                            | 13.5                                                                | 12.6                                                                | 14.8                                                                | 21.9                                                                | 26.4                                                                | 17.6                                                                | 17.9                                                                | 9.6                                                                 | 16.5                                                                | 32.9                                                                | 17.7                                                                | 10.3                                                                | 211.7                                                               |
| Nevadas (cm)                                                        | 0                                                                   | 0                                                                   | 0                                                                   | 0.1                                                                 | 0.4                                                                 | 3.6                                                                 | 2.5                                                                 | 1.1                                                                 | 0.4                                                                 | 0.2                                                                 | 0                                                                   | 0                                                                   | 8.3                                                                 |
| Días de precipitaciones (≥ 0.1 mm)                                  | 2.2                                                                 | 2.7                                                                 | 2.6                                                                 | 4.2                                                                 | 5.3                                                                 | 5.7                                                                 | 4.4                                                                 | 3.0                                                                 | 3.9                                                                 | 4.0                                                                 | 2.8                                                                 | 2.2                                                                 | 43.1                                                                |
| Horas de sol                                                        | 322.4                                                               | 299.5                                                               | 263.5                                                               | 207                                                                 | 148.8                                                               | 117.0                                                               | 148.8                                                               | 176.7                                                               | 189.0                                                               | 241.0                                                               | 279.0                                                               | 282.1                                                               | 2702.8                                                              |
| Humedad relativa (%)                                                | 38.1                                                                | 45.4                                                                | 53.6                                                                | 63.0                                                                | 70.2                                                                | 70.9                                                                | 68.0                                                                | 58.8                                                                | 51.1                                                                | 46.5                                                                | 39.9                                                                | 37.2                                                                | 53.6                                                                |
| Fuente: Servicio Meteorológico Nacional                             |                                                                     |                                                                     |                                                                     |                                                                     |                                                                     |                                                                     |                                                                     |                                                                     |                                                                     |                                                                     |                                                                     |                                                                     |                                                                     |

### Hidrología
En toda la Patagonia, el gradiente de precipitaciones produce grandes ríos alóctonos. Alimentada por las abundantes lluvias de la zona cordillerana se forma una vasta red de arroyos y ríos. Esta se concentra en unos pocos y caudalosos ríos que, en la zonas de escasas precipitaciones ya fuera de la cordillera, no reciben afluentes permanentes hasta su desembocadura en el mar.
La ciudad está ubicada en la confluencia de los ríos Limay y Neuquén, ambos pertenecientes a la cuenca del río Negro. Naturalmente, ambos ríos tienen un régimen pluvio-nival, con doble onda de crecida. La primera se produce en invierno, coincidente con la época de mayores precipitaciones en la cordillera; y la segunda, a fines de la primavera cuando se produce el deshielo de la nieve acumulada en las altas cumbres. Los estiajes se producen en el comienzo del otoño. El Limay tiene un caudal medio de 650 m³/s y se caracteriza por tener su régimen atenuado por los lagos naturales en su naciente y en la de casi todos sus tributarios importantes. El Neuquén, con un caudal medio de 280 m³/s, se distingue por tener un pico de crecida de gran magnitud comparado con su volumen medio. En ambos ríos se han construido obras de regulación que han modificado sustancialmente los regímenes hídricos naturales.
En el tramo que corresponde al ejido, el Limay con sentido de escurrimiento hacia el este, presenta brazos de ancho entre 100 y 350 m de ancho con meandros y en partes anastomosado. El cauce se encuentra desplazado hacia la margen derecha del valle, es decir que está poco desarrollado sobre la costa rionegrina, mientras que se extiende ampliamente en la margen neuquina con una anchura que varía entre 5000 y 5500 m. Es en esta zona donde se emplazan la mayoría de los barrios neuquinos. En sectores próximos al cauce actual se preservan tramos de canales fluviales abandonados. Dos de estos discurren por la planta urbana de la ciudad, son los llamados arroyos Durán y Villa María.
El arroyo Durán comienza en el barrio Valentina Sur, sigue en Don Bosco II, luego pasa por el barrio Limay y termina en Villa María, con una longitud de 10 km.
El arroyo Villa María comenzaba en lo que hoy es el barrio Villa María. Atraviesa los barrios Belgrano y Confluencia (Urbano y Rural). Para el año 1958 el arroyo aún era visible al oeste de la Avenida Olascoaga. Al Año 2012 estaba entubado desde calle Leguizamón hasta Linares y en ejecución el tramo hasta calle El Chocón.
Ambos cursos de agua sufrieron un proceso de degradación ambiental en la medida en que la ciudad fue creciendo sin medidas de protección ambiental adecuadas y esa contaminación afecta los brazos del Limay. Esto se hace notorio en el caso del Durán, ya que existe un balneario público ubicado aguas abajo de su desembocadura en uno de dichos brazos. Para evitar esto se construyó un sifón que conduce su caudal por debajo del brazo del Limay y una canalización a través de la isla 132 hasta el cauce principal.
El Neuquén escurre hacia el sur-sureste con brazos que tienen un ancho de entre 150 y 400 m, con meandros y en partes ramificado. Se encuentra recostado sobre la margen derecha del valle, es decir, que del lado neuquino el valle tiene escaso desarrollo. En general, la costa del Neuquén es alta y escarpada. Solo en los barrios Confluencia, Rincón de Emilio o la zona rural adyacente al barrio Ciudad Industrial hay una planicie baja.
Además de los dos grandes ríos no existen en la zona más cursos de agua superficiales permanentes, producto de las escasas precipitaciones anuales. Sin embargo, como en toda la Patagonia extra-andina, en la zona de la meseta, predominan fenómenos de tipo aluvional en cauces secos que esporádicamente transportan agua y gran cantidad de sedimentos. Se trata en general de pequeñas y medianas cuencas (menores a 50 km²) que, desde la meseta, desaguan en la llanura de los valles. El clima desértico condiciona la existencia de escasa vegetación, lo cual facilita el transporte de grandes volúmenes de sedimentos durante las tormentas. En el ejido de la ciudad hay unos 20 cañadones que colectan estas cuencas. Lässig y otros realizaron una modelación de la hidrología de algunas de estas cuencas.

### Ecología

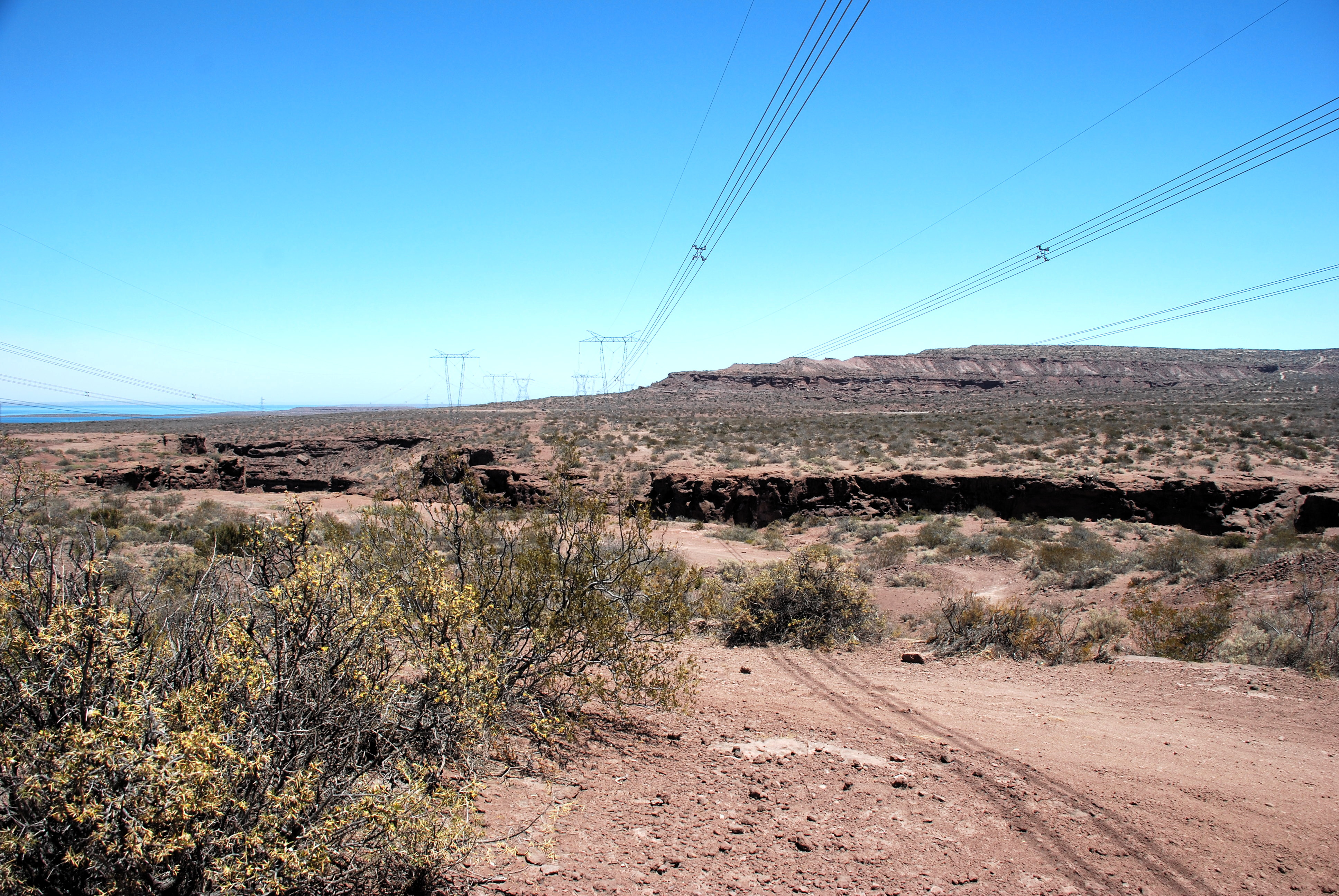
Paisaje de monte, cerca de la localidad de Villa El Chocón, a 70 km al SO de la ciudad.

Según la clasificación fitogeográfica de Cabrera, la ciudad se encuentra dentro de la provincia fitogeográfica del Monte, en el distrito de llanuras y mesetas, la cual está definida por una estepa arbustiva con varios estratos y muy poca cobertura, donde son muy frecuentes las jarillas. El estrato superior llega los 200 cm y la cobertura máxima del estrato medio al 40 %. Los ríos poseen una galería arbórea de sauce criollo.

#### Áreas Naturales protegidas
El Área Natural Protegida Universitaria Provincia del Monte se encuentra en el campus de la Universidad Nacional del Comahue. Creada en el año 2004, en 2013 aún no tenía límites formales establecidos, como tampoco regulado su uso y manejo.

#### Evolución de neo-ecosistemas ribereños

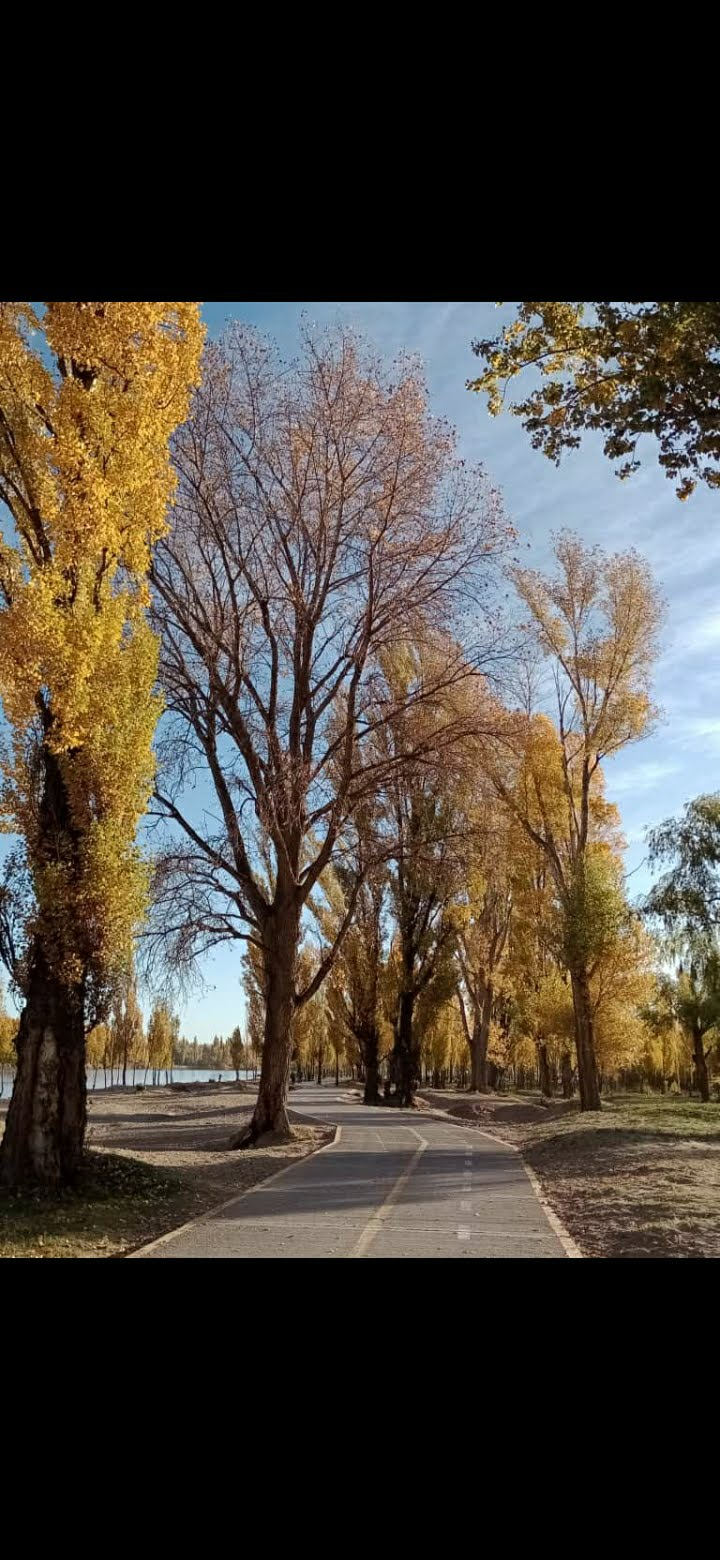
Paseos costeros sobre el río Limay con álamos y sauces.

Los cambios introducidos en el régimen hidrológico por la regulación de represas favorecen la colonización de árboles de la familia de las salicáceas sobre superficies estabilizadas a partir de la disminución de la frecuencia e intensidad de crecidas. Las obras de regulación de los ríos Limay y Neuquén que se realizaron en los años 70 produjeron un incremento en la riqueza de especies de árboles, de las coberturas y la complejidad estructural, asociadas a procesos de estabilización. El incremento de la diversidad de especies sucede por la introducción de especies exóticas. A la primera etapa de colonización, iniciada hacia fines de los años 70 por el sauce blanco, le sigue la colonización del álamo negro, las dos especies dominantes del humedal ribereño del río Limay. Desde el año 1990 comienza a aumentar la presencia del sauce criollo y desde 1995 aparecen el fresno blanco y el olmo de Siberia. Gallo, L. y Bozzi, J. indican la pérdida de hábitat natural y de identidad genética del sauce criollo producto de la construcción de represas, las actividades agrícolas y la extracción selectiva del sauce criollo nativo.

## Historia

### Pueblos originarios y expediciones españolas
Los primeros habitantes tenían una gran movilidad y se desplazaban según las estaciones del año, las condiciones climáticas y la abundancia de caza y alimento. El principal pueblo originario de esta tierra en particular es el de los Tehuelches, quienes ocuparon el territorio desde hace 6000 años aproximadamente. Primero como un pueblo cazador-recolector, luego con la aparición de industrias muy importantes como la Toldense y la Casapedrense. 
En el siglo XVII llegan a la confluencia exploraciones impulsadas por europeos o autoridades de las colonias españolas.
En 1604, Hernando Arias de Saavedra decide explorar los caminos hacia la Patagonia y con apoyo de estancieros de Buenos Aires, Santa Fe y Corrientes, saliendo de Buenos Aires y pasando por Sierra de la Ventana, penetra hacia el sur llegando hasta los alrededores de la ciudad de Neuquén y más allá pudiendo haber sobrepasado por algunos kilómetros lo que hoy es Auca Mahuida.
En 1782 partiendo de Carmen de Patagones y encomendado por la Corona española, Basilio Villarino remontó el río Negro en cuatro chalupas movidas a vela, a remo, a la sirga entre otros métodos. El 23 de enero de 1783 llegó a la confluencia de los ríos Limay y Neuquén acampando en una isla, luego tomó por el Limay hasta la confluencia con el Collón Curá, y desde ahí hasta el río Chimehuin.

### La expedición militar de Rosas (1833)
En 1820, la provincia de Buenos Aires se constituyó en entidad política autónoma. Su territorio nominal abarcaba desde la ciudad de Buenos Aires hasta la cordillera de los Andes por el oeste, y hasta la Patagonia oriental por el sur. Pero el territorio bajo control efectivo era muy limitado: desde la ciudad de Buenos Aires hasta unos 60 km a la redonda. 
En 1833, durante la gobernación de Juan Ramón Balcarce, tuvo lugar una campaña militar comandada por Juan Manuel de Rosas. En el marco de esta campaña, el 26 de octubre llega a la confluencia una unidad de unos 400 hombres dirigida por el coronel Ángel Pacheco que era parte de a columna del este de la campaña. Algunos escuadrones recorrieron el río Neuquén y otros lo cruzaron para  recorrer el Limay. Regresaron a la isla de Choele Choel el 29 de ese mes. 
Las consecuencias de la campaña, si bien incluyeron miles de indígenas muertos y prisioneros, no implicaron el control militar argentino de la Patagonia. A fines del siglo XIX, el territorio era dominado por los loncos (caciques): Purran, jefe Pehuenche del norte, Sayhueque, en el sur (el País de las Manzanas), e Inacayal, en el centro oeste.

### La expedición militar de Roca (1879 - 1884)
En 1878, mediante la Ley 954, el presidente Nicolás Avellaneda creó la Gobernación de la Patagonia, con asiento en la población de Mercedes de Patagones, actual Viedma, al mando del coronel Álvaro Barros y con jurisdicción en todos los territorios fuera de las provincias hasta el cabo de Hornos. 
En 1879, llegó a la región la campaña militar autodenominada Conquista del Desierto dirigida por el entonces ministro de guerra de la nación argentina Julio Argentino Roca en la que fueron sometidos los pueblos originarios de la región. Roca avanza con la Primera División Expedicionaria hasta Choele Choel el 24 de mayo y envía al teniente coronel Ignacio Hamilton Fotheringham con cincuenta hombres para instalar un fortín en la confluencia de los ríos Limay y Neuquén, una zona estratégica ya que era un importante paso de las rastrilladas indígenas hacia el oeste. El fortín fue ubicado a pocos metros de la costa oriental del río Neuquén en lo que hoy es el lado rionegrino y fue llamado sucesivamente Confluencia, Limay, Neuquén y finalmente, Primera División.
Roca y el resto de su estado mayor llegaron al lugar el 11 de junio de 1879. Estando en la costa, Roca ofreció un premio en dinero a quien cruce el río para llegar a la costa de lo que hoy es la ciudad de Neuquén. Tres hombres emprendieron la tarea de cruzarlo a caballo: el teniente Ignacio Hamilton Fotheringham, el sargento Fábregas y un soldado. Al llegar del otro lado los tres subieron una pequeña elevación que fue bautizada sierra Roca. Quien finalmente recibió el premio prometido fue Fotheringham. Además el ministro ordenó que el paso fuera bautizado como paso Fotheringham. En 1943 se erigió en el lugar un monolito que recuerda este momento, que sigue en pie hasta hoy y se ubica muy cerca del puente ferroviario en el barrio neuquino Sapere.
En 1881 en este fortín tuvo lugar uno de los últimos enfrentamientos armados de la campaña en la región. Se trató en una acción donde se enfrentaron fuerzas de las tribus coaligadas de Sayhueque, Ñancucheo, Reuquecurá y Namuncurá armados con lanzas, contra el Regimiento 7.º de Caballería Línea armados con pistolas y fusiles y dirigidos por el capitán Juan José Gómez y el sargento Manuel Ponce.
Con el objetivo de servir a la logística militar, la línea de fortines, que comenzaba en Choele Choel (valle medio del río Negro) y terminaba en Chos Malal (precordillera), estaba servida por un servicio de telegrafía. En 1881 la línea ya cruzaba el río Neuquén y comunicaba con Carmen de Patagones, Bahía Blanca y Buenos Aires. Aun hoy queda en pie un poste telegráfico señalado por una placa recordatoria en la esquina de Córdoba y Rivadavia
En 1881 por decreto del 7 de diciembre el gobierno nacional ordena el reconocimiento levantamiento topográfico, mensura y subdivisión de las tierras de la gobernación de la Patagonia. Para los trabajos en la zona ubicada entre la cordillera de los Andes y la confluencia fueron designados los agrimensores Edgardo Moreno y Carlos Encina. Encina muere y Moreno continúa el trabajo. En diciembre de 1882 llega al Fortín 1.ª División e inicia la etapa correspondiente a la confluencia.
El gobierno nacional hizo construir dos pequeñas embarcaciones con el objetivo de llegar navegando por los ríos Negro y Limay hasta el lago Nahuel Huapi. Se llamaron «Río Neuquén» y «Río Negro» y tenían motor a vapor y propulsión por rueda de paletas. Inicialmente era apoyo fluvial a la campaña de Roca por tierra. Con aquel objetivo en 1881 el «Río Neuquén» zarpó de Patagones al mando de Erasmo Obligado. El 4 de marzo llegaron a Choele Choel. Prosiguen la navegación pero no pasaron más que unas leguas de la confluencia en el río Limay. La bajante lo impidió. Regresando, el sábado 11 de junio llegan a Choele Choel. Con el vapor «Río Negro», más grande y potente, salieron de Patagones en octubre de 1881, llegaron a la desembocadura del Collon Curá y volvieron. En el viaje identifican un punto en lo que hoy es Cipolletti y la llaman Punta del Gigante. En el viaje de vuelta, pasan por esta zona el 27 de noviembre y amarran a una pequeña isla poblada de sauces, sobre la margen izquierda. Ambos vaporcitos se constituirían en piezas fundamentales para el transporte especialmente hasta el Alto Valle y también hasta la confluencia cerca de la cual, sobre el río Neuquén, hubo un atracadero. Transportaron tropas, pertrechos, abastecimientos y también pasajeros civiles, algunos científicos y aborígenes presos.

### Paraje Confluencia (1884-1904)
En 1884, por ley nacional N.º 1532, de la llamada de Organización de los Territorios Nacionales, se creó el territorio nacional del Neuquén cuya capital fue inicialmente Campana Mahuida y posteriormente Chos Malal.
Al año siguiente se inició la venta de tierras en Remate Público en la zona de la confluencia. Entre los adquirentes destacan Senillosa Hnos. (Felipe Senillosa era un ganadero de reconocido prestigio, vinculado con la Sociedad Rural Argentina); Casimiro Gómez (dueño de la talabartería más importante de Buenos Aires, proveedor del ejército nacional y futuro presidente de la Unión Industrial Argentina); Encina, Moreno y cía. (autores de la primera mensura del territorio); el contraalmirante Bartolomé Cordero (jefe del Estado Mayor de la Armada) y Francisco López Lecube (importante propietario de tierras en la provincia de Buenos Aires). A principios de siglo sólo el 5% se encontraba efectivamente ocupado. La mayoría de sus propietarios residían en Buenos Aires y adquirían las tierras para especulación inmobiliaria. El suelo era pobre y se practicaba una ganadería rudimentaria y extensiva, practicada por terceros. Casimiro Gómez finalmente terminaría adquiriendo la mayor parte de las tierras.
En esa época se llamaba Confluencia al paraje a ambas márgenes del río que eran poco más que caseríos dispersos. Aunque desde 1889 contaba con un juzgado de paz y desde 1891 con una comisaría, además de comercios de ramos generales y servicios para viajeros, como hospedaje o fondas.
En 1899 el ferrocarril del Sud, que comunicaría Buenos Aires y Bahía Blanca con la región, había llegado a la margen oriental de la confluencia, a la llamada Estación Limay (actual estación Cipolletti). A partir de ese año comienzan los estudios para la construcción del puente sobre el río Neuquén a la altura del paso Fotheringham. 
Durante los trabajos de construcción del puente hubo enormes dificultades por las crecientes del río que hacían subir el nivel del agua entre 1 y 5 metros y arrastraba terraplenes y puentes provisorios interrumpiendo el tráfico por mucho tiempo. Para trabajar con cierta confianza y anunciar las crecidas con cierta anticipación se instaló un mareógrafo en Paso de los Indios (unos 170 km río arriba) donde existía una oficina telegráfica desde donde se podían anunciar las crecidas de 24 a 30 horas antes de que llegaran al lugar de la obra.
Terminada la construcción, en junio de 1901 se realiza la prueba de carga y en julio de 1902 se realiza el acto de inauguración del servicio hasta la estación en la margen occidental, que luego se llamaría estación Neuquén. En ese entonces se trata de formaciones movidas por locomotoras de vapor. Gracias al tren se podía llegar desde la Confluencia a Buenos Aires en 37 horas, una gran reducción comparada con los 40 días que demandaba un viaje en carreta.
En 1901 Lisandro Olmos, que era gobernador del territorio desde 1899, visita la Confluencia y se entrevista con el terrateniente Casimiro Gómez. Cambiaron ideas sobre la fundación de un pueblo, la manera de dotarlo de agua y subdividirlo en lotes para ponerlo al alcance del colono trabajador. Olmos se comprometió a sostener y auxiliar esa iniciativa.

### Capital del Territorio (1904 - 1955)

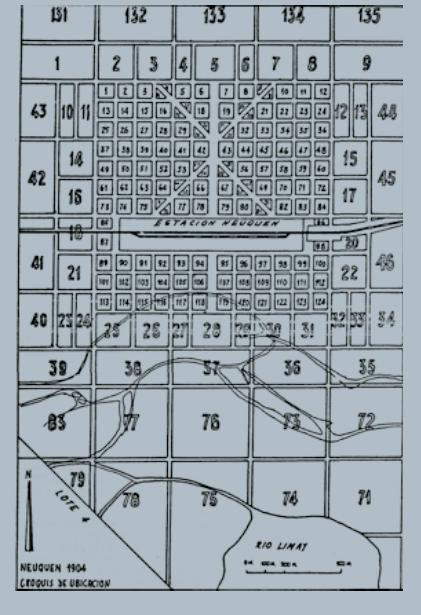
Plano del proyecto de amanzanamiento del la ciudad de Neuquén. Año: 1904. El trazado en damero de manzanas de 100 x 100 m se ubica entre las actuales calles Antártida Arg - Is Malvinas al norte, Entre Ríos - Bahía Blanca al este, Montevideo - Chile al sur y Leguizamón - Jujuy. Al sur, se muestran brazos del río Limay.

En 1903 asume la gobernación del Territorio Carlos Bouquet Roldán, e inmediatamente inicia las gestiones para trasladar la capital del territorio al paraje Confluencia. Los terratenientes de la zona, Casimiro Gómez, Villa Abrille y López Lecube, estaban dispuestos a donar una parte de ellas para la creación del pueblo ya que veían en esto la oportunidad de vender el resto a mayor precio gracias a la revalorización que implicaría el ferrocarril y la capitalidad.
El 19 de mayo de 1904 se dicta un decreto presidencial que, en su artículo 11 establece la división de Territorio en departamentos y se menciona su futura capital.

Queda dividido el territorio de Neuquén en doce departamentos, [...], debiendo considerarse el pueblo de Chos Malal con su capital provisoria hasta se establezca el asiento de sus autoridades en el pueblo de la Confluencia, que se erigirá en Capital definitiva, con la denominación de Neuquén.
Decreto del Gobierno Nacional (19 de mayo de 1904)

El 26 de junio llegan al paraje los materiales para la construcción de un edificio que sería la sede del gobierno del Territorio. En 20 días se monta una casa de madera de dos pisos ubicada en lo que hoy es una de las plazoletas de la avenida Argentina en su intersección con la cale Roca, frente al actual monumento a San Martín. A la casa se la llamaría Chateaux Gris.
El 27 de agosto por decreto presidencial  y con autorización del Congreso, la Nación acepta la donación que le hacen los propietarios de los terrenos para el pueblo. Estos propietarios donarían una parte de sus tierras y venderían el resto.   
Bouquet Roldan planificó un acto para el cual invitó al ministro del interior Joaquín V. González. En palabras del propio González ese acto sería la fundación de un pueblo para capital del Neuquén.
Una delegación de funcionarios nacionales encabezados por el ministro viajó hasta la localidad para llegar el 12 de septiembre. Una comisión de vecinos los recibió y se trasladaron hasta el Chateaux Gris donde fueron recibidos por Bouquet Roldán.
El ministro dio un discurso en el que daba al acto carácter fundacional y a la vez designando el pueblo como capital titular del territorio.
Más tarde se labró el acta y se colocó la piedra fundamental de un monolito que conmemora el acto. Sin embargo, la obra se haría realidad recién al mes siguiente. El monolito fundacional permaneció en la rotonda central de intersección de la avenida Argentina y calle Roca hasta el año 1954, cuando se decidió trasladarla unos metros más al norte donde se encuentra hasta la fecha.
Al año siguiente estuvieron disponibles las tierras para hacerse los loteos correspondientes. Algunos terrenos estarían destinados para chacras productivas en la zona del Bajo; otros para viviendas familiares y finalmente quedaría otro porcentaje para los espacios públicos.

En los últimos años historiadores e investigadores han debatido si el acto de 1904 fue la fundación de la localidad, el cambio de nombre de una localidad existente o el acto de traslado de la capital. 

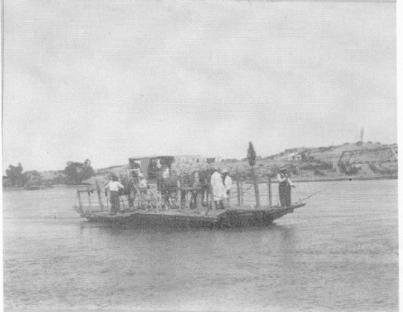
Balsa en el río Neuquén en el año 1910. Se usaban comúnmente para mover vehículos y peatones entre Neuquén y Cipolletti antes de la construcción del puente vial. A la derecha es visible el puente ferroviario recién construido.

En 1905, la ciudad contaba con más de mil habitantes. El gobernador del territorio decretó que se organizara un Concejo Municipal en la recién fundada Neuquén con representantes elegidos por voto. Las elecciones se realizaron el 11 de marzo de 1906. Una vez conformado, el Concejo votó como presidente a Pedro Linares. Este concejo se mantuvo en funciones hasta noviembre del mismo año. Desde ese momento estuvo integrado por una Comisión Municipal cuyos miembros eran elegidos por el gobernador. Las elecciones retornaron en 1911 realizándose todos los años hasta 1916. En cada elección se renovaba el Concejo parcialmente.
El 12 de septiembre como fecha para celebrar la ciudad comienza a establecerse.
En 1944 al cumplir la ciudad sus 40 años de vida, el grupo de artistas y realzadores teatrales Amancay lleva a escena 3 nuevas obras: una de ellas estrenada en el Cine Teatro español precisamente el 12 de septiembre de ese año. El programa de esta puesta transcribe un fragmento del discurso que Joaquín V. González pronunciara el día de la inauguración de la capital en 1904, con fotos del Neuquén de distintos años.

### Capital de la provincia (desde 1955)
El 15 de junio de 1955 el Congreso Nacional sancionó la ley N°14.408 promulgada por el Poder Ejecutivo Nacional el día 28 por la cual se creó la Provincia del Neuquén y otras 4 más. Por el decreto ley N.º 4347 del 26 de abril de 1957 se facultó a los comisionados federales a convocar al pueblo de las nuevas provincias para que elijan los convencionales que procederían a dictar sus primeras constituciones, a fin de ser constituidas como tales.
En 1957 se sanciona la Constitución de la Provincia que establece la Organización municipal del Neuquén, Neuquén resulta un municipio de primera categoría por lo que puede redactar su Carta Orgánica para organizar su gobierno, aunque esta no se redactará hasta 1995. después de la reforma constitucional de 1994 que consagró la autonomía de los municipios. 
El 5 de mayo de 1958 se constituyó el primer Concejo Deliberante de Neuquén, presidido por Alberto Domínguez. Los concejales eran Josefa Antonia Arabarco, Antonio Díaz, Ramón García, Hugo Buffolo, Juan Pedro Berrere y Hernán Luis Arnaudo.

## Demografía
Como muchas ciudades argentinas, Neuquén es, jurídicamente, un municipio y, a los efectos de los censos de población, una localidad. La localidad abarca un área menor que el municipio el que incluye, además, un área de carácter rural que también posee población. En los censos de población previos a 1970 solo se tenía en cuenta la localidad. Desde 1991 se provee de los datos poblacionales tanto para el municipio como para la localidad.
La siguiente tabla muestra la población para ambas entidades según los datos correspondientes a los censos.
| Año  | Municipio | Localidad | Fuente |
| 1970 | 45 140    | 43 070    | CEPAL  |
| 1980 | 92 047    | 90 089    | CEPAL  |
| 1991 | 169 098   | 167 296   | INDEC  |
| 2001 | 203 190   | 201 868   | INDEC  |
| 2010 | 231 780   | 231 198   | DPECN  |
| 2022 | 289.712   | 287 787   | INDEC  |

### Evolución de la población
Los gráficos siguientes muestran la población de localidad y su tasa de crecimiento para los años correspondientes a los censos nacionales.
| Gráfica de evolución demográfica de Neuquén entre 1914 y 2022          |
|                                                                        |
| Fuentes: 1914-1960:Kloster. 1947-1980:CEPAL 1991-2001:INDEC 2010:DPECN |

| Tasa de crecimiento anual (por mil) desde 1914 a 2010.          |
|                                                                 |
| Fuentes: 1914-1991:Kloster 1960-2001:Noya-Gerez 2001-2010:DPECN |

### Otros datos demográficos
En cuanto a la desocupación, esta llegaba en 2008 a un 5,4 %, siendo una de las mejor ubicadas dentro del país.
En lo que respecta a la distribución geográfica de las distintas clases sociales en la ciudad se pueden distinguir algunas características:
- Los sectores mejor definidos se ubican en barrios cerrados como el "Rincón Club de Campo" o el "Comahue Golf Club", así como también en importantes casas y departamentos del "alto" (al norte de la ciudad, situado en el casco céntrico, en la zona de influencia del palacio municipal) o en propiedades cercanas al río Limay.
- En una buena parte de la ciudad prevalecen las viviendas de clase media trabajadora.
- En sectores aislados del sur de Neuquén y en cada vez mayores áreas del oeste se ven crecer zonas de villas de emergencia, denominadas localmente tomas, donde se hallan casillas muy humildes. En estos lugares hay serios problemas de servicios públicos, y en muchas ocasiones son inexistentes.
- Alrededor del aeropuerto se sitúan las chacras. Los habitantes de las mismas no tienen un nivel socioeconómico establecido, debido a que en algunas propiedades viven terratenientes del valle que son dueños de grandes empresas de frutas, otros son microemprendedores, y por último algunos solo subsisten de lo que sus cultivos les brindan sin tener grandes ingresos por la venta de fruta (generalmente porque no tienen terrenos de gran extensión y los mismos son trabajados de forma artesanal).

### Migraciones
- Primeramente estas tierras estaban habitadas por el pueblo pehuenche que al comerciar con los mapuches (provenientes de lo que hoy es Chile) adquirieron el lenguaje (mapundungun) y las diferentes costumbres.
- A finales del siglo XIX, comienzan a llegar a esta zona criollos luego de la realización de la Conquista del Desierto organizada por el presidente Roca, que produjo la casi total aniquilación de los mapuches.[101]
- Posteriormente, en la segunda mitad del siglo XX, más específicamente en las décadas de los años 70, 80 y 90, llega una fuerte oleada migratoria, proveniente principalmente de Chile[102] y otras provincias argentinas. A comienzos del siglo XXI se observa un incremento de población de origen boliviano en la zona del valle,[103] también de peruanos y de distintas regiones de África.
- Desde el año 2015 se puede notar una gran presencia de personas originarias de China.
- En la actualidad, debido a la crisis en Venezuela, se registran una gran variedad de familias de venezolanos que se instalan en la ciudad en busca de un futuro mejor.
- En el año 2018 se notó un gran crecimiento de familias provenientes de los Estados Unidos y de Francia.

## Urbanismo

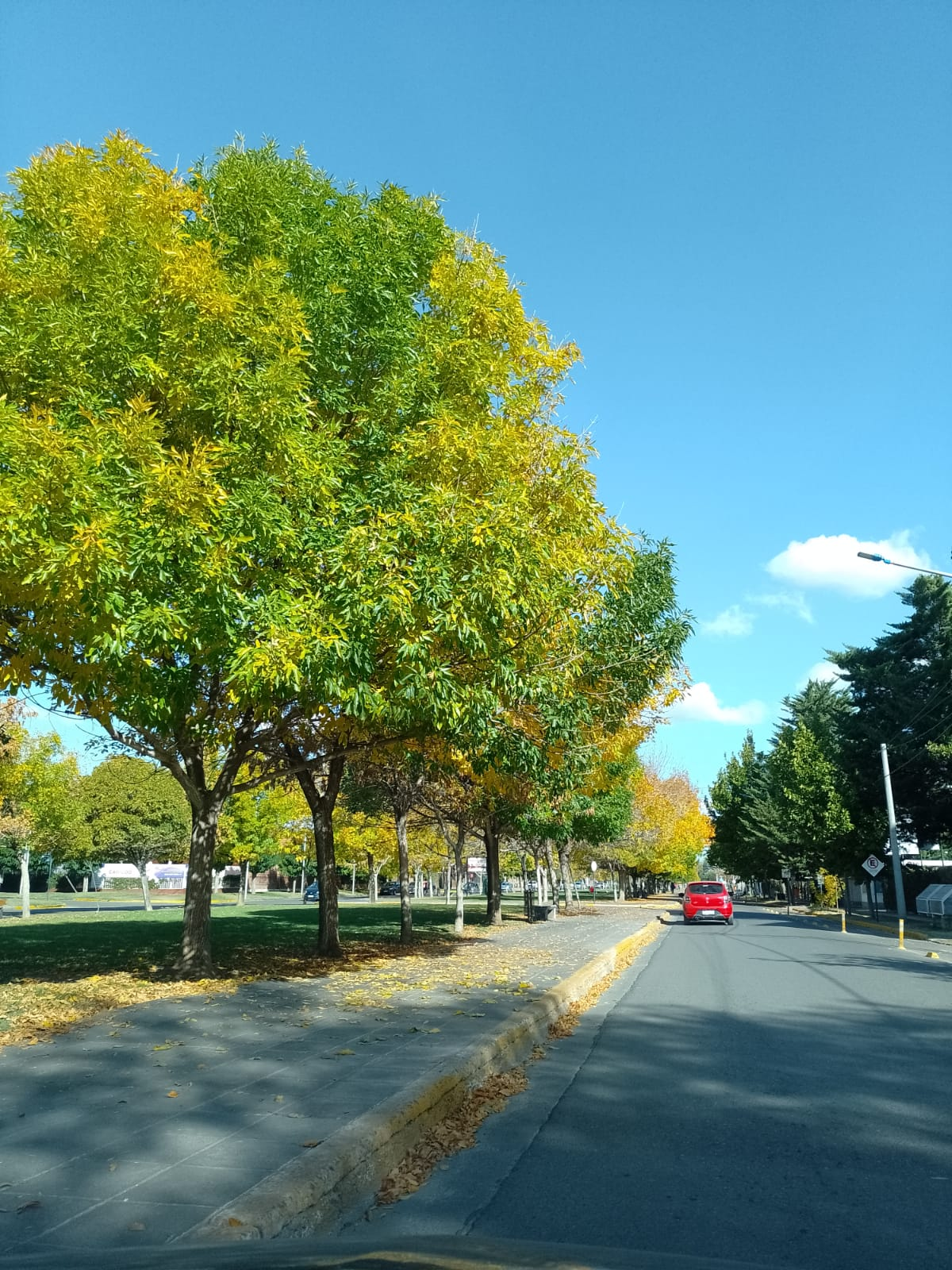
Avenida Olascoaga-Camino al Río Limay-Barrio Zona Sur

### Barrios
La ciudad se divide en 49 barrios, cuyos límites están fijados en la ordenanza n.º 5388/92. y sus modificatorias: 5552, 6661, 7525 y 13692. 

Entre ellos, destacan algunos barrios que incluyen la denominación «rural», «industrial» o «colonia» (en referencia a un área de explotación agropecuaria) y son los de mayor superficie: de 400 a más de 1000 ha. Los que albergan infraestructura urbana que demanda gran espacio (Aeropuerto, Campus universitario y Área natural protegida) tienen una superficie entre 350 y 450 ha. Los barrios más pequeños tienen 20 o 30 ha.    
Algunos estudios han realizado zonificaciones de la ciudad, agrupando los barrios. D. A. Lagos, en un capítulo de sus Bases para el Plan estratégico de desarrollo de la ciudad propone 5 zonas:
Zona 1: en el oeste de la ciudad, de la barda a la costa del río Limay. Incluye barrios San Lorenzo y Gran Neuquén. 
Zona 2: barrios ubicados en el centro geográfico de la planta urbana, de la barda a la vías del ferrocarril. Incluye Villa Ceferino y barrio Islas Malvinas.
Zona 3: en el este de la ciudad con costa en ambos ríos. Incluye barrios Belgrano y Confluencia. 
Zona 4: en el centro-sur de la ciudad con costa en el río Limay. Incluye barrios Canal V y Villa María.
Zona 5: en el noreste, incluyendo las áreas céntricas, barrios adyacentes como Santa Genoveva y zona industrial.

### Expansión urbana
A comienzos del siglo XXI la ciudad ha vivido un proceso de crecimiento particularmente intenso. Florecieron hipermercados, cines, centros comerciales y la mancha urbana avanzó por barrios casi deshabitados.
En la actualidad hay más de mil edificios repartidos en la zona céntrica y el barrio Santa Genoveva. También hay emprendimientos pioneros en la historia de la ciudad. Entre estos se destacan barrios cerrados estilo country, la mayoría en la zona del río Limay, alejados del centro, y la urbanización de los terrenos de la isla 132, ubicada en la costa del Río Limay, en el marco del proyecto "Ribera Urbana". Este proyecto contempla la construcción de un hotel 4 estrellas, oficinas, centro comercial, estacionamientos y un apart hotel; es, además, la continuación del plan del Paseo de la Costa, que transformó terrenos vírgenes a la vera del río en un corredor parquizado.
Recientemente se ha tomado la decisión de urbanizar la meseta con el objetivo de dar viviendas a unas 2000 familias con bajos recursos, removiendo así algunos asentamientos ilegales situados en la zona.
Hay además varios centros comerciales, se encuentra el Alto Comahue Shopping en el barrio Centro Este; en el barrio Centro Oeste se encuentra el Paseo de la Patagonia, que cuenta con los cines de la cadena Cinepolis; en el barrio La Sirena está el Portal de la Patagonia y en el barrio Unión de Mayo se encuentra el Shopping del Oeste. Así como distintas cadenas de hipermercados (La Anónima, Coto, Carrefour, Jumbo, entre otras).
El acelerado proceso de urbanización y construcción que vive la ciudad ha traído como consecuencia el colapso de varios servicios públicos. En general la presión de la red de agua potable es baja, pero el problema se acrecienta durante los veranos, donde hay una mayor demanda, actuando sobre la misma para riego y el llenado de piscinas. De esta forma en las épocas estivales muchos usuarios quedan sin suministro. A su vez el arribo de nuevos vecinos a las recientes edificaciones en altura densifican la población en las zonas céntricas, que supera los límites aceptados por el antiguo sistema de cloacas, provocando desagradables escapes de aguas servidas. También el servicio de taxis se ve superado, de manera que los pasajeros deben esperar hasta 40 minutos por un móvil, así como el de colectivos urbanos, que presentan bajas frecuencias y condiciones de hacinamiento. Este último, se encuentra en proceso de licitación para pronto ser renovado.
La ciudad, además, cuenta con varias ciudades dormitorios a su alrededor, que también vieron un fuerte incremento en su cantidad de habitantes como por ejemplo; Centenario, Plottier, Cipolletti, Cinco Saltos, Senillosa, Gral. Fernández Oro, Vista Alegre, Allen, etc. Los habitantes de estas ciudades, generalmente realizan sus tareas en la capital neuquina, generando un tráfico importante constante entre estas ciudades. 
Según datos de la Municipalidad de Neuquén, con el anillo vial de seguridad instalado en 2021, en agosto del 2023 se registran ingresos promedios de 18.000 vehículos a la Ciudad por el acceso con la ciudad de Cipolletti, mientras que los ingresos desde la ciudad de Centenario se ubican en promedio en unos 15.000 vehículos diarios.

### Arquitectura urbana
| Posición | Edificio                                                             | °N. de pisos | Estado          | Finalizado |
| -------- | -------------------------------------------------------------------- | ------------ | --------------- | ---------- |
| 1        | Garden Tower                                                         | 30           | En construcción |            |
| 2        | NQN Dr. Ramón Archivado el 10 de octubre de 2017 en Wayback Machine. | 28           | Propuesta       |            |
| 3        | Torres Coto                                                          | 33           | Propuesta       |            |

#### Parques

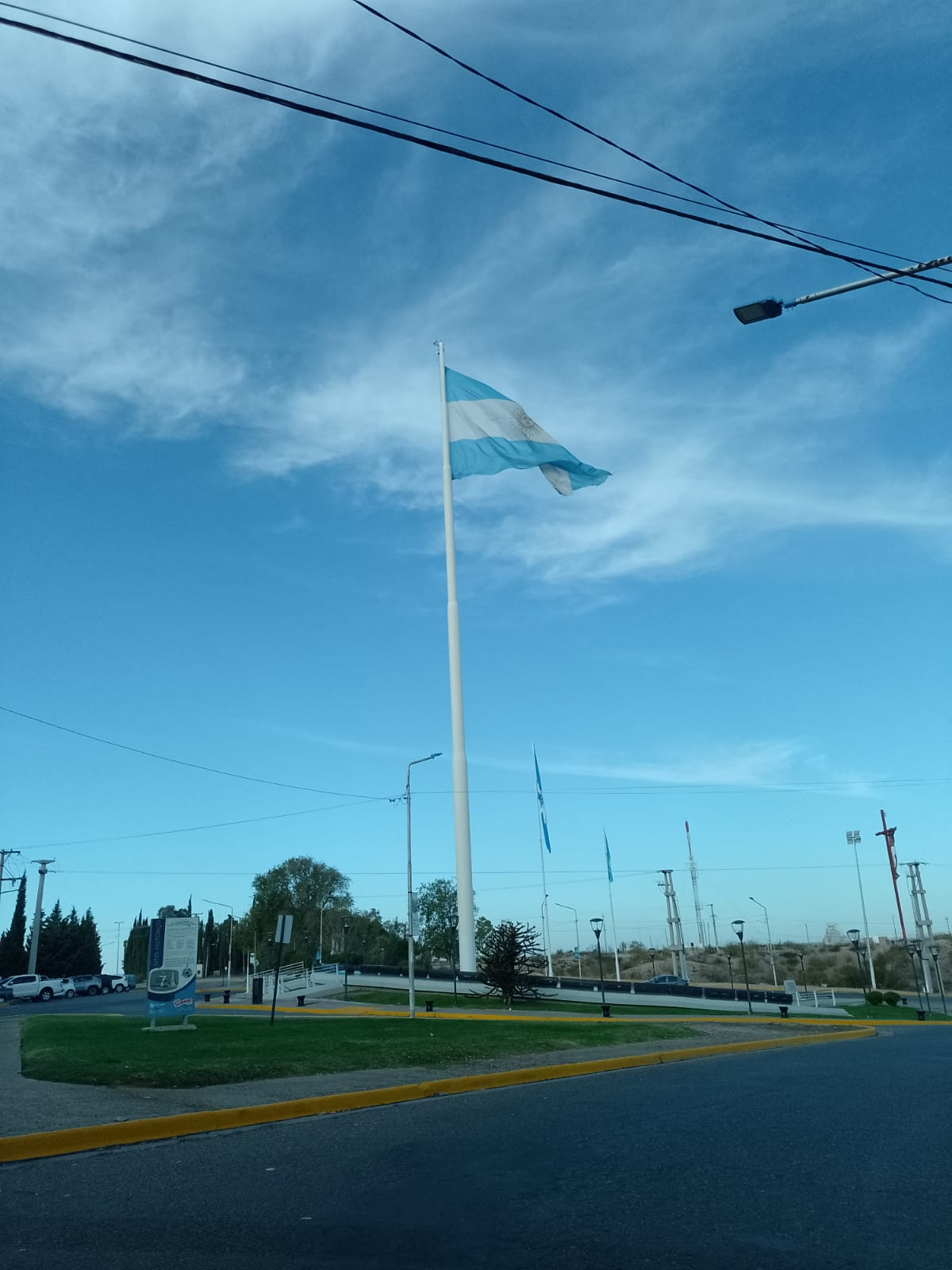
Plaza de las Banderas-Zona Parque Norte - Neuquén Capital

Además de las variadas plazas distribuidas por toda la ciudad, esta cuenta con cinco grandes parques/paseos distribuidos en los diferentes puntos cardinales.

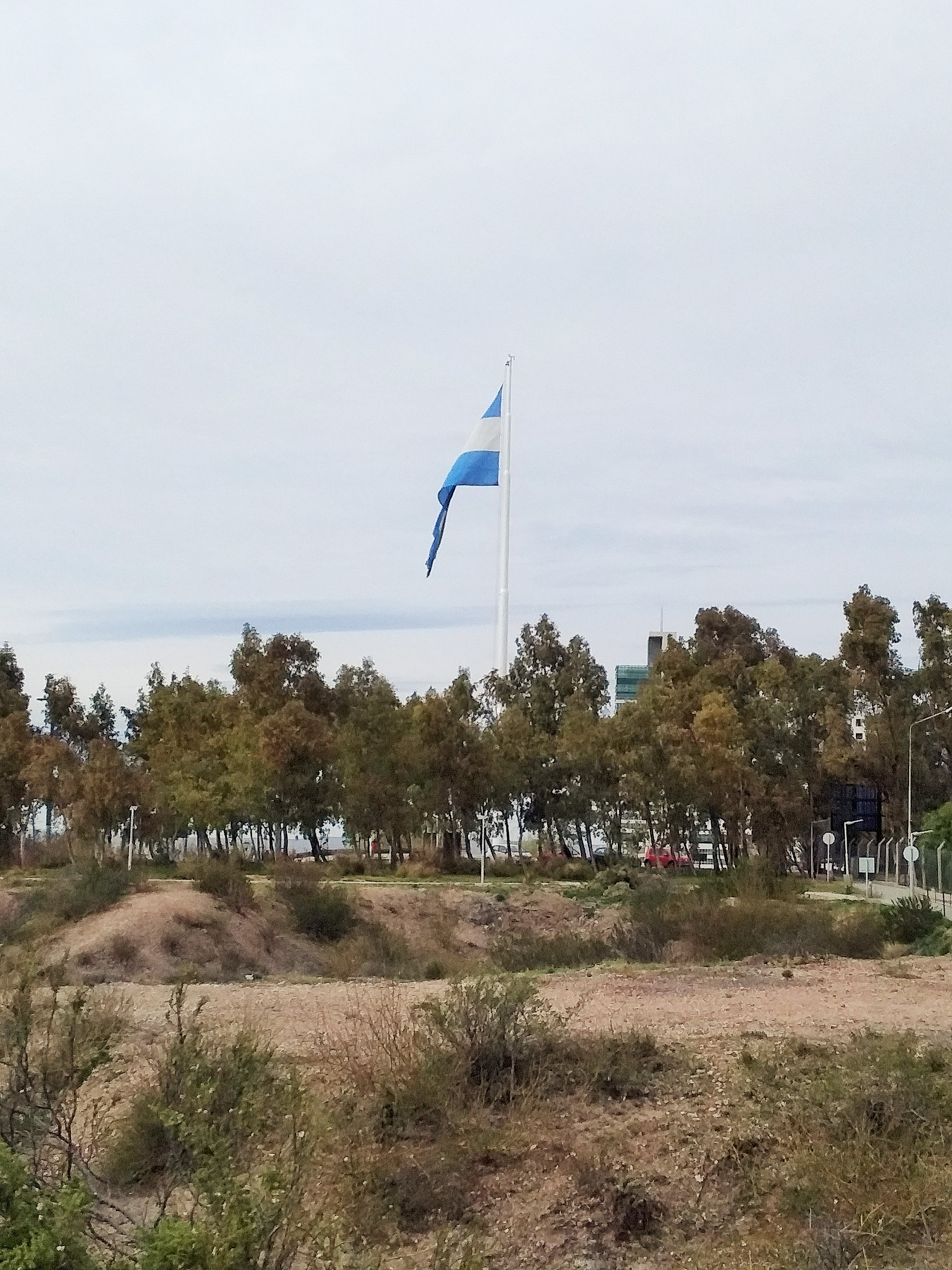
Vista de la Plaza de las Banderas en Parque Norte

##### Parque Norte

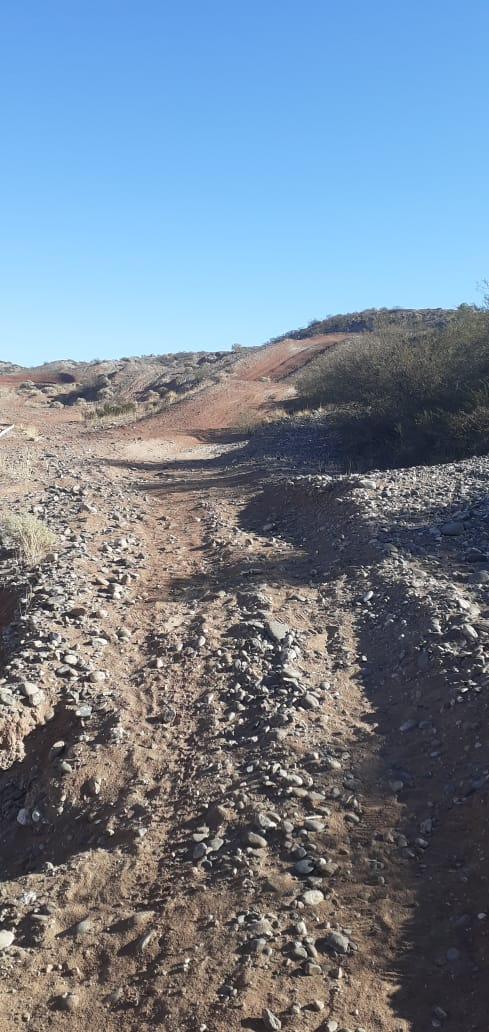
Sendero Parque Norte

Como bien lo dice el nombre, este parque se encuentra en la zona norte de la ciudad, precisamente en la zona de bardas, donde miles de ciudadanos utilizan sus senderos y bosques para realizar distintos ejercicios. En este parque también hay un observatorio, la denominada "Plaza de las Banderas" y los estudios y planta transmisora de Canal 7. Hay distintos miradores distribuidos por todo el parque donde se puede apreciar una bella vista, tanto de la naturaleza, como de las ciudades de Neuquén y Cipolletti.

##### Parque Sur/Paseo de La Costa
Este parque se encuentra en el barrio Río Grande, en la costa del río Limay, abarca el balneario Río Grande y la Isla 132. En este parque, en constante crecimiento, se realizan distintos deportes acuáticos, además es muy frecuentado por vecinos para disfrutar de un día tranquilo, donde se puede disfrutar la vista al río y recorrer varios caminos a la orilla de este.
Durante el verano, es la sede la fiesta de la confluencia, una gran fiesta donde participan músicos regionales, nacionales e internacionales. Hay varios shows para los más chicos así como también una gran muestra de arte.

##### Parque Este
Este parque, el más nuevo, se encuentra en el medio del barrio Santa Genoveva y el rincón de campo Bocahue. Tiene una gran vista del Río Neuquén, con futuros planes de hacer un balneario en el parque.

##### Parque del Oeste
Este parque se encuentra en el barrio San Lorenzo y es utilizado por varios vecinos de la zona oeste, (dicha zona es la más poblada que tiene la ciudad), contiene una gran laguna, un centro cultural y la sede del equipo de fútbol San Lorenzo.

##### Parque Central
En pleno centro de la ciudad se encuentra este parque, el más tradicional y antiguo que tiene la ciudad. En el hay varias lagunas, fuentes, un gran arbolado, un anfiteatro, museos y distintas cosas destinadas a la recreación. También se encuentra la estación del Tren del Valle, además de que la mayoría de los colectivos urbanos e interurbanos pasan por este parque.

## Gobierno y administración

### Gobierno provincial

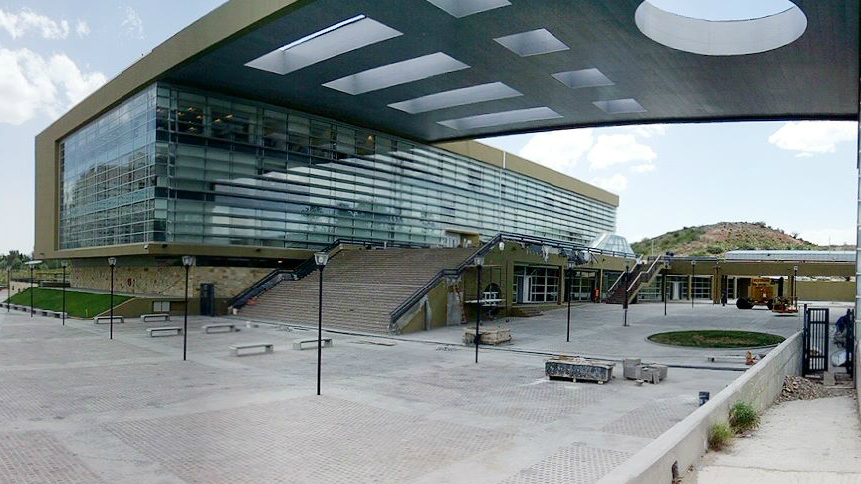
Ciudad Judicial

La ciudad de Neuquén, al ser la capital provincial, es sede de todos los organismos de poder de la misma: la Casa de Gobierno de la Provincia de Neuquén, el Tribunal Superior de Justicia de Neuquén y la Legislatura del Neuquén.

### Gobierno municipal

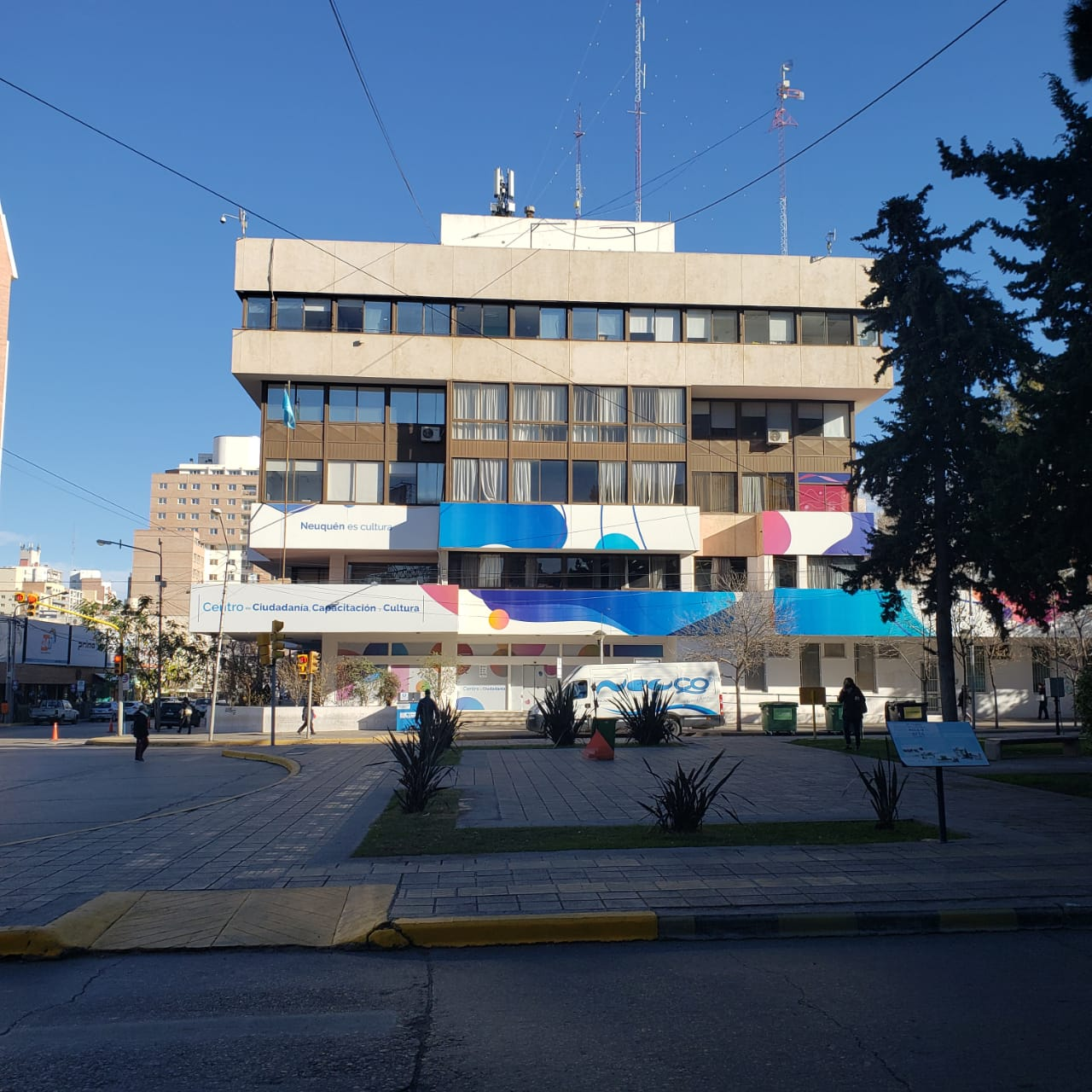
Vista del edificio central de la Municipalidad de Neuquén en calle Roca y Avenida Argentina.

Desde 1958 el poder ejecutivo municipal está representado en la figura del intendente, la duración de su cargo es de 4 años, con posibilidad de reelección inmediata. 
La tabla siguiente muestra los intendentes elegidos y de facto después de la aprobación de la Constitución provincial.
| Año inicio | Año final | Nombre                | Partido                              | Fuente                  |
| 1958       | 1962      | Víctor Aníbal García  | Unión Cívica Radical Intransigente   | [ 113 ] [ 114 ] [ 115 ] |
| 1962       | 1962      | Luis Bogliolo         | De facto                             | [ 116 ]                 |
| 1962       | 1963      | Teodoro Luis Planas   | De facto                             | [ 116 ] [ 117 ]         |
| 1963       | 1968      | Ángel Della Valentina | Movimiento Popular Neuquino/De facto | [ 116 ] [ 114 ]         |
| 1968       | 1970      | Marcelo Otharán       | De facto                             | [ 118 ] [ 119 ]         |
| 1970       | 1970      | Pedro Eugenio Serer   | De facto                             |                         |
| 1970       | 1972      | Jorge Doroteo Solana  | De facto                             | [ 118 ]                 |
| 1972       | 1973      | Teodoro Micolich      | De facto                             | [ 118 ]                 |
| 1973       | 1976      | Aldo Luis Robiglio    | Movimiento Popular Neuquino          | [ 120 ]                 |
| 1976       | 1976      | Raúl Axel Pastor      | De facto                             |                         |
| 1976       | 1978      | César J. Gazzera      | De facto                             | [ 121 ] [ 122 ]         |
| 1978       | 1980      | Rodolfo de la Fuente  | De facto                             | [ 122 ]                 |
| 1980       | 1983      | Rubén Rousillón       | De facto                             | [ 122 ]                 |
| 1983       | 1987      | Jorge Omar Sobisch    | Movimiento Popular Neuquino          | [ 123 ] [ 124 ]         |
| 1987       | 1991      | Herminio César Balda  | Movimiento Popular Neuquino          | [ 125 ]                 |
| 1991       | 1995      | Derlis Kloosterman    | Movimiento Popular Neuquino          | [ 126 ] [ 127 ]         |
| 1995       | 1995      | Jorge Olden Gorosito  | Movimiento Popular Neuquino          | [ 128 ]                 |
| 1995       | 1999      | Luis Julián Jalil     | Movimiento Popular Neuquino          | [ 129 ]                 |
| 1999       | 2003      | Horacio Quiroga       | Alianza                              | [ 112 ] [ 130 ] [ 131 ] |
| 2003       | 2007      | Horacio Quiroga       | Unión Cívica Radical                 |                         |
| 2007       | 2011      | Martín Farizano       | Frente para la Victoria              | [ 132 ] [ 133 ] [ 134 ] |
| 2011       | 2015      | Horacio Quiroga       | Nuevo Compromiso Neuquino            | [ 135 ] [ 136 ]         |
| 2015       | 2019      | Horacio Quiroga       | Cambiemos                            |                         |
| 2019       | 2019      | Guillermo Monzani     | Cambiemos                            | [ 137 ]                 |
| 2019       | 2023      | Mariano Gaido         | Movimiento Popular Neuquino          |                         |
| 2023       | 2027      | Mariano Gaido         | Movimiento Popular Neuquino          | [ 138 ]                 |

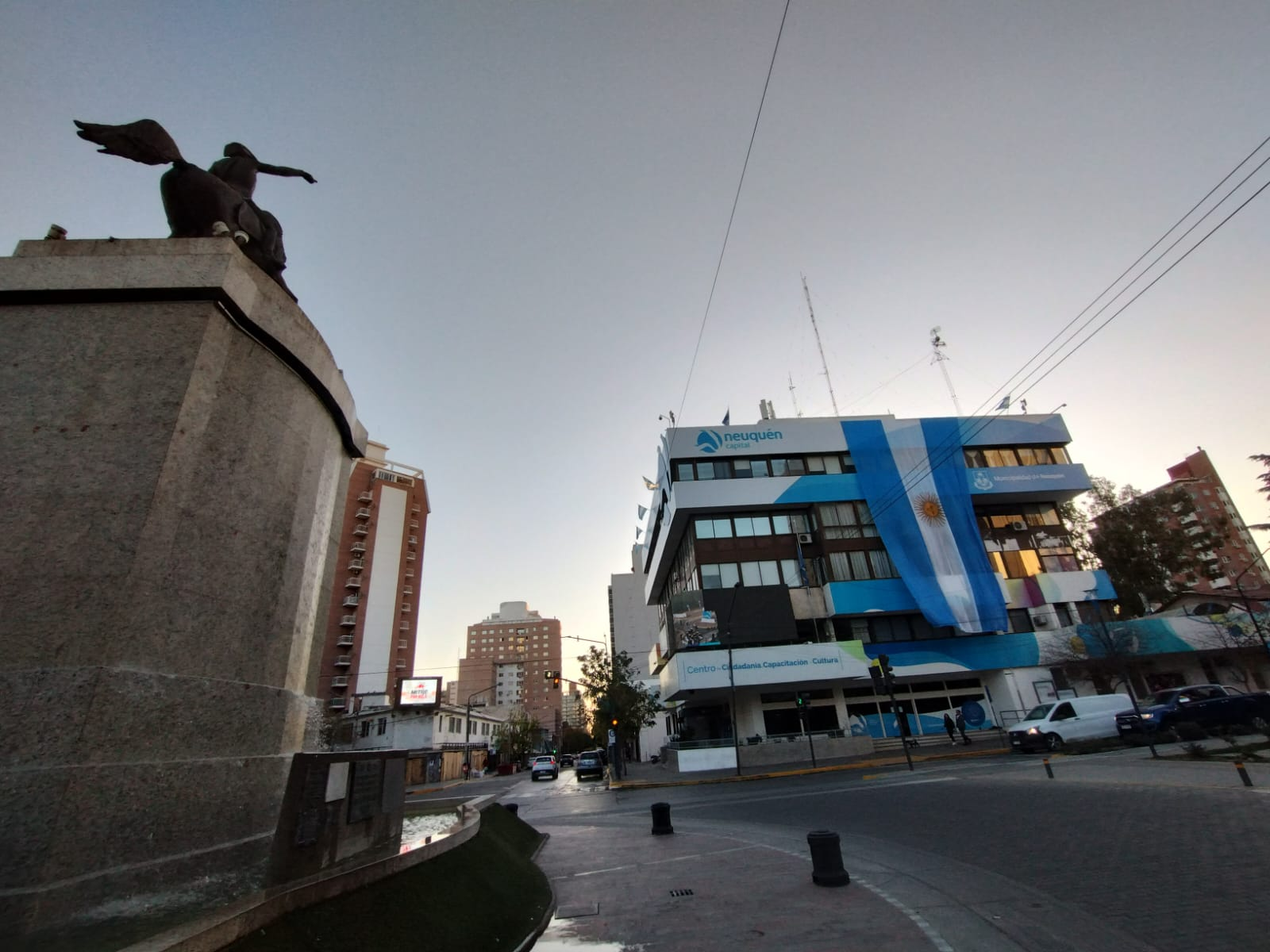
Antiguo edificio municipal, ubicado sobre una de las avenidas principales de la ciudad, en diagonal al monumento del General José de San Martín

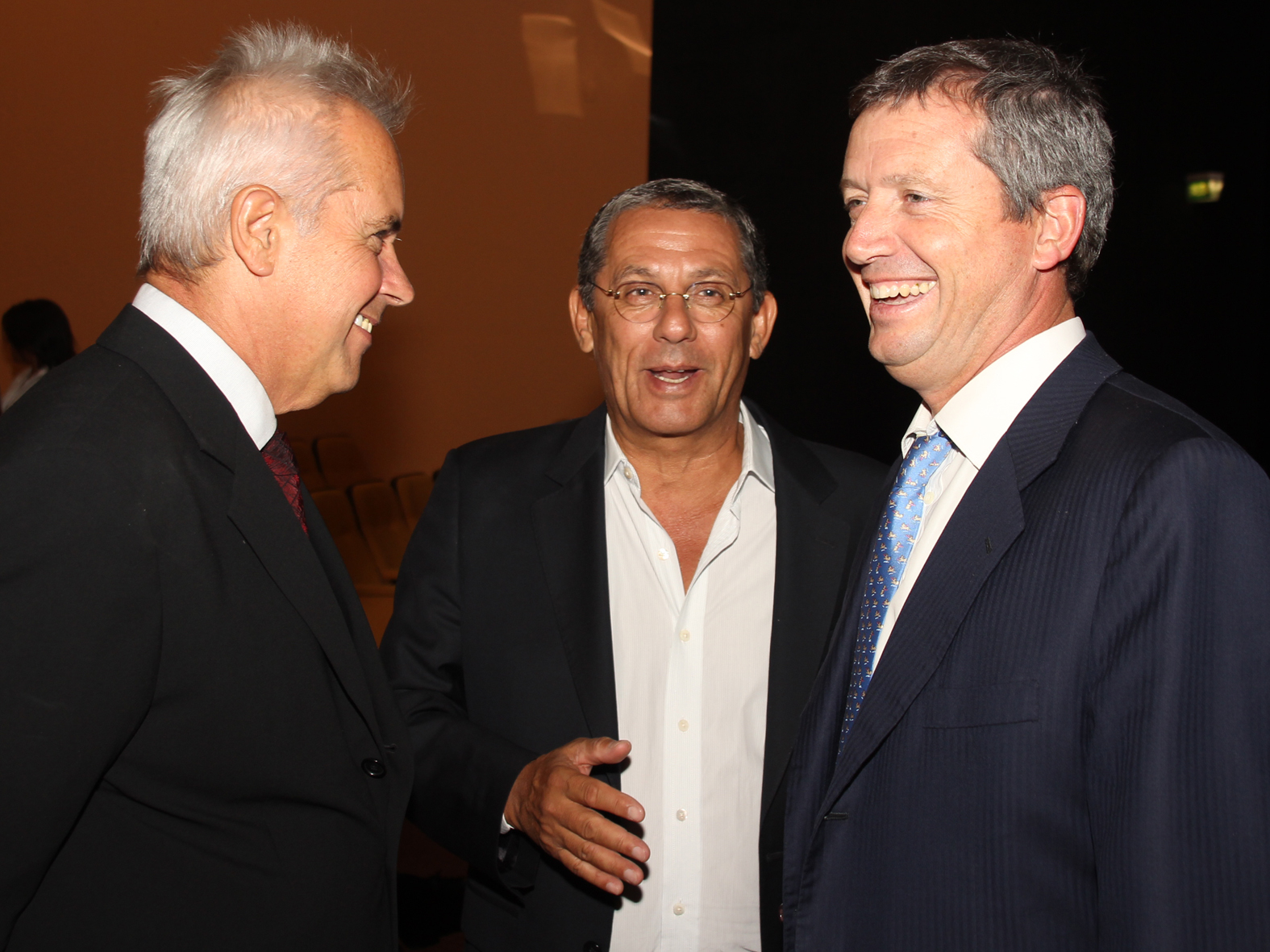
Horacio "Pechi" Quiroga, junto a Oscar Smoljan, director del Museo de Bellas Artes de la ciudad Neuquén, y Emilio Monzó, expresidente de la Cámara de Diputados de la Nación Argentina. Foto tomada el 15 de marzo de 2012.

Las facultades legislativas corresponden al Concejo Deliberante de Neuquén, compuesto actualmente por 18 miembros, la duración de sus mandatos es de 4 años, siendo posible su reelección. La mitad de los concejales es renovada cada 2 años. Desde agosto de 1995 Neuquén tiene redactada su Carta Orgánica, brindando bases más sólidas para la realización de la tarea legislativa municipal.
La ciudad cuenta también con un tribunal de faltas, encargado de penar contravenciones tales como infracciones de tránsito, irregularidades en permisos de obras de construcción o habilitación de locales comerciales.

### Fuerzas Armadas
A continuación se muestran las unidades de las Fuerzas Armadas ubicadas en la ciudad.
| Unidades de la Guar Ej Neuquén                                                                     | Abreviatura   |
| -------------------------------------------------------------------------------------------------- | ------------- |
| Comando de la VI Brigada de Montaña «General de División Conrado Excelso Villegas»                 | Cdo Br M VI   |
| Batallón de Ingenieros de Montaña 6                                                                | B Ing M 6     |
| Compañía de Comunicaciones de Montaña 6                                                            | Ca Com M 6    |
| Sección de Aviación de Ejército de Montaña 6 «Capitán de Aviación Militar Luis Cenobio Candelaria» | Sec Av Ej M 6 |
| Compañía de Inteligencia de Montaña 6                                                              | Ca Icia M 6   |

## Infraestructura y servicios públicos

### Transporte automotor
Infraestructura vial

La carretera más importante de la ciudad es la Ruta Nacional 22. La ruta atraviesa la ciudad en la dirección este-oeste. A continuación se mencionan las ciudades o hitos más importantes sobre esta ruta y su distancia.
| Al este: - Cipolletti: 8 km - General Roca y ruta provincial 6: 48 km - Villa Regina: 96 km - Choele Choel y Ruta nacional 250: 224 km - Río Colorado: 364 km - Ruta nacional 3: 506 km, cerca de Bahía Blanca (528 km) | Al oeste - Plottier: 18 km - Ruta Nacional 237: 53 km - Cutral Có y Plaza Huincul: 104 y 112 km - Zapala y Ruta Nacional 40: 186 km |

En la década de 1990, se realizaron obras para aumentar la capacidad de la ruta. Se construyó un segundo puente vial sobre el río Neuquén, paralelo al viejo puente (que data de 1937) y un ensanche del tramo de 15 km hasta la localidad de Plottier, que hoy cuenta con dos carriles por mano, más una colectora de cada lado, con semáforos; configuración denominada multitrocha. Se cobró peaje desde 1997 (fecha de finalización de las obras) hasta 2013. Al ingreso a la ciudad desde la provincia de Río Negro, el tránsito medio diario anual (TMDA) fue en 2012 de 38 600 vehículos. En 2014 fue publicado un valor de 45 500 vehículos diarios para la mismo punto. Ya en 2003 estos valores eran comparables a los de las rutas de las grandes ciudades del país.
Existe un proyecto, parcialmente concretado, de trasladar la ruta 22 a una nueva traza por fuera de la zona urbanizada de la ciudad de Neuquén y la vecina Plottier. Esta nueva traza, una ruta multitrocha de cuatro carriles, denominada Autovía Norte entra al ejido de la ciudad capital por un tercer puente vial sobre el río Neuquén, cuya construcción terminó en 2006, ubicado 5 km río arriba de los puentes existentes. Conectará con la ruta provincial 7 a la altura del cañadón de las Cabras entre los barrios Mercantiles y Ciudad Industrial y continúa por la meseta hacia el este para bajar al valle y conectar, con la actual traza de la ruta 22 en la zona de China Muerta (zona rural al oeste de la ciudad de Plottier) mediante una intersección a desnivel. Esta última conexión y gran parte del tramo por la meseta estaban construidos para fines del año 2013 pero no habilitados al tránsito.

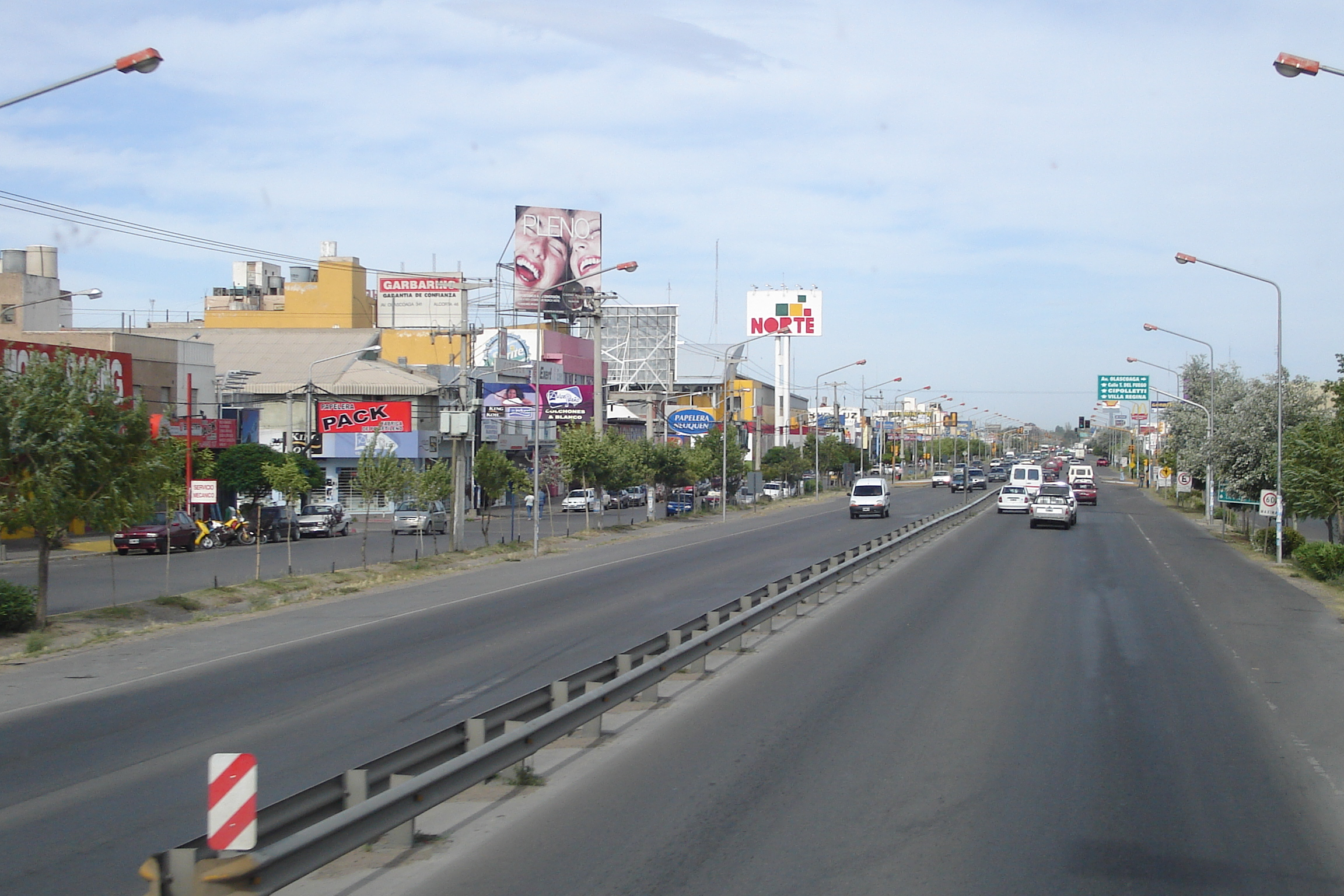
Ruta Nacional 22.

La siguiente ruta en importancia es la provincial 7 que nace en la ciudad con dirección hacia el Noroeste. A continuación se mencionan las ciudades o hitos más importantes sobre esta ruta y su distancia.
- Centenario: 15 km
- Dique Ballester, Barda del medio y Ruta Nacional 151: 30 km
- San Patricio del Chañar: 48
- Añelo: 102 km
- Ruta provincial 5: 161 km

Desde 1994 esta ruta también tiene la configuración de multirocha, con dos carriles por sentido de circulación, desde Neuquén hasta la ciudad de Centenario. Se cobró peaje desde 1996 a 2011. El tránsito medio diario en el tramo Neuquén-Centenario es de 23 000 vehículos. Esta ruta se caracteriza por tres puentes vehiculares que conectan los barrios a cada lado de la ruta. El primero vincula el barrio 14 de Octubre y Alta Barda, el segundo, Copol y Alta Barda y el tercero con el barrio Terrazas del Neuquén (Mercantiles y otros) En este tramo la ruta reúne las características propias de una autopista.
Otro elemento importante de la infraestructura vial de la ciudad es el puente sobre el río Limay que une el barrio Valentina Sur con la localidad de Las Perlas y la ruta provincial 7 de la provincia de Río Negro. Dicho puente fue inaugurado en 2001, fecha hasta la que funcionaba un servicio de balsa.
La ordenanza 11012 establece estructura vial y clasifica las vías en regionales, urbanas y especiales, que incluye las calles de la ciudad. Dentro la a categoría de vías regionales, que está integrada por las rutas mencionadas, agrega una vía integrada por las calles Bajada de Maida - Trenque Lauquen: en dirección NE-SO, desde la rotonda en Autovía Norte hasta el límite oeste del ejido en el barrio Valentina Norte Rural. La que es seguida por las calles Olavarría - Futaleufú: en dirección NO-SE, desde Trenque Lauquen hasta la ruta 22. Futaleufú, además, llega hasta el mencionado puente sobre el río Limay. Esta vía constituye el límite del ejido Neuquén con el de Plottier donde la calle Olavarría es denominada Río Colorado. Dentro la a categoría de vías especiales se destaca el Eje Cívico Monumental que constituye la Avenida Argentina – Avenida Olascoaga, un eje vertebrador norte-sur que une simbólicamente los hechos geográficos presentes en la historia y cultura neuquinas: el río y la barda, pasando por el Área Centro Sur y Centro Este.
Servicios

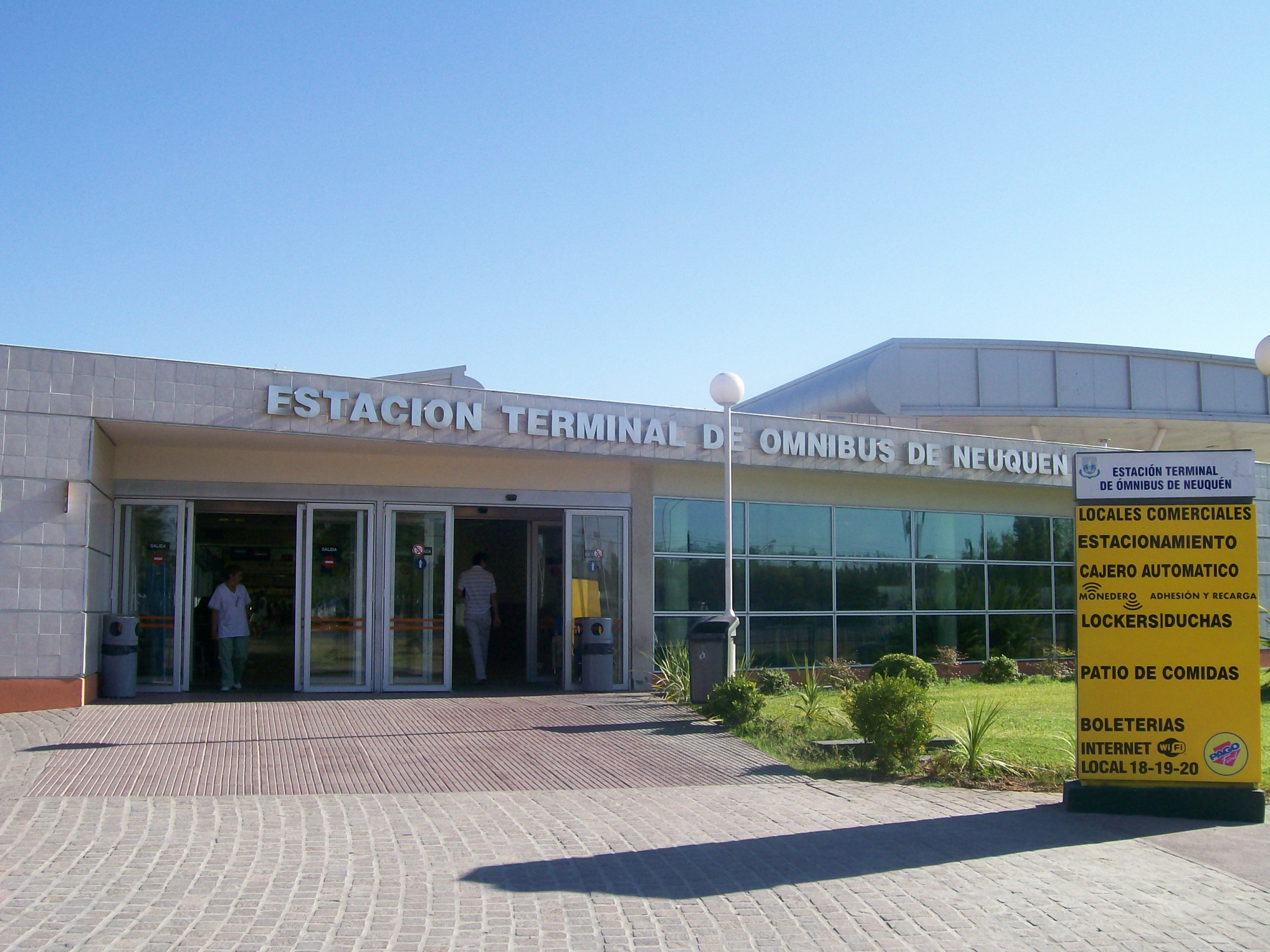
Estación Terminal de Ómnibus de Neuquén (ETON). Ingreso por calle T. Planas.

Los servicios de transporte público los clasificamos en larga distancia, media distancia y urbanos.
Los servicios de larga distancia se concentran en la Estación Terminal de Ómnibus (ETON) en la que operan 27 empresas de las cuales 2 tienen base en Chile. El actual edificio de la Terminal fue inaugurado en 2005 hasta ese año estaba ubicada en el centro de la ciudad, en calle Mitre, entre Av. Olascoaga y Río Negro (en el bajo).
Los servicios interurbanos de media distancia tienen parada en distintos puntos de la ciudad y, algunos, también en la ETON. Estos son:
- Empresa KO-KO: hasta Villa Regina (Línea 914)[161][162] y hasta Senillosa[163][164] y ciudades intermedias
- Empresa Pehuenche: hasta San Patricio del Chañar por Cipolletti y también a Centenario (Línea 911).[165][166]
- Expreso Colonia: hasta Vista Alegre Norte y San Patricio del Chañar.[167][168]
- Indalo: a Plottier[169]

Desde febrero de 2023 el servicio urbano es prestado por las empresas concesionarias son Ko-Ko S.R.L. y Expreso Tigre Iguazú S.A., ambas relacionadas al grupo Vía Bariloche que se distribuyen 30 líneas. En general, las líneas comienzan a circular entre las 5:00 y las 6:00 horas y dejan de circular entre las 21:00 y 24.00 horas. El tiempo entre servicio para cada línea es diferente, desde 12 minutos (línea 12) hasta más de una hora (líneas 24 y 29). Además, en la mayoría de las líneas, este tiempo es menor los días hábiles y mayor si es sábado, domingo o feriado. Dentro de un día, es menor en la faja central diurna y mayor en la noche y primeras horas.
Las primeras empresas que brindaron el servicio urbano fueron El Ñandú, Aníbal Gallegos y cía., Gonzomar, Lanin y Alto Valle, algunas de ellas operaban desde 1978. En 1998 se llama a licitación todo el sistema y se adjudica a la empresa la impresa Indalo S.A (Grupo Autobuses Santa Fe). creada a tal fin. La concesión fue renovada en 2011 por otros 10 años. Luego la empresa pasa a llamarse Autobuses Neuquén S. A. Además, se le adjudican a la empresa Pehuenche S.A. 6 de las 25 líneas.
En 2017 comenzó la construcción del primer metrobús de la Patagonia, que conectara los barrios del oeste con el centro a través de la avenida del trabajador entre las calles Necochea y Valdivia.

### Ferrocarriles

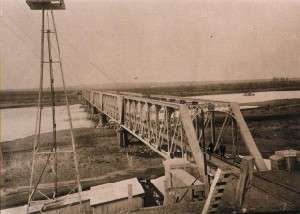
Puente ferroviario de comienzos del, aún utilizado.

La estación de ferrocarriles de la ciudad es la Estación Neuquén la que, desde la década de 1940, pertenece al Ferrocarril General Roca, ramal a Zapala. Como en casi todas las ciudades de la zona, las vías férreas discurren por el centro de la ciudad. Constituyendo, junto a la ruta 22 el eje este oeste más importante. El viejo predio asignado a las operaciones ferroviarias del centro fue siendo ocupado por parques, y otras construcciones. En la actualidad la playa de maniobras en uso es la ubicada en el barrio Valentina. Los servicios de pasajeros dejaron de prestarse en marzo de 1993 en el marco del proceso de privatización, manteniéndose el servicio de cargas operado por la empresa Ferrosur Roca. Este transporta recursos mineros de Zapala (yeso y bentonita) y fruta de la zona agrícola bajo riego, entre otras cargas. Algunas de las cargas que el tren trasporta o transportó, combustibles como gasolina y metanol fueron motivo de debate debido a sus características.
En septiembre de 2006 se creó una ONG denominada Comisión Pro Tren del Valle con el objetivo de impulsar la reactivación del servicio ferroviario interurbano de pasajeros entre las ciudades de Chichinales y Senillosa. Hasta 2013, seguían sin tener aún respuestas concretas por parte de los estados. Además la Comisión elaboró otros proyectos parciales como un tren de enlace rápido Cipolletti-Neuquén, que fue presentado a los gobiernos locales en el 2010, que ha logrado algún interés de los gobiernos.
Desde mediados de 2015 opera el servicio local denominado Tren del Valle, prestado con coches motores, que une Neuquén con Cipolletti. En el año 2021 se agregó una extensión del tren para unir la capital con la vecina ciudad de Plottier, a su vez se crearon distintas paradas ibtermedias dentro de la ciudad para servir de transporte urbano. En el futuro se pretenden extensiones a ciudades como General Roca y Senillosa.

### Transporte aéreo

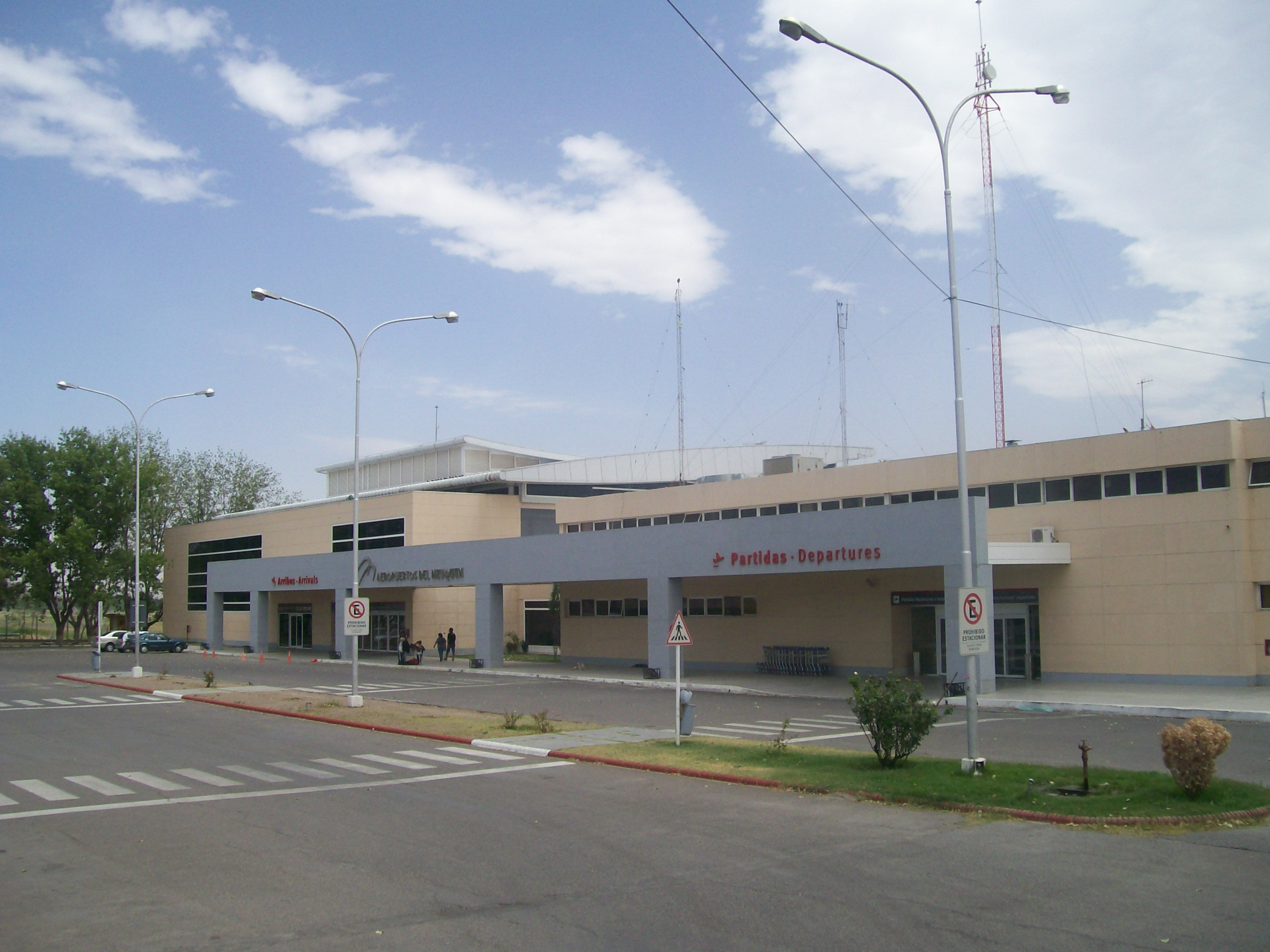
Aeropuerto de Neuquén.

El Aeropuerto Internacional Presidente Perón constituye la vía de entrada aérea a la ciudad, el cual cuenta con varias frecuencias diarias de vuelos desde el Aeroparque Metropolitano.

### Energía
- Energía eléctrica: Cooperativa de Agua, Luz y Fuerza (CALF).
- Gas natural de red: Camuzzi Gas del Sur.

### Saneamiento
- Agua potable de red y desagües domiciliarios y pluviales: Ente Provincial de Agua y Saneamiento (EPAS), una empresa de capitales estatales de la provincia del Neuquén.

### Comunicaciones
- Telefonía fija: si bien desde finales de la década de 1990 el mercado telefónico argentino está desregulado, y hay variadas opciones para elegir un prestador de servicio, las mayores compañías según cuota de mercado son Telefónica de Argentina y Telecom Argentina; herederas de las zonas sur y norte, respectivamente, de la antigua empresa estatal ENTel, que fuera privatizada en 1990.
- Telefonía celular: Personal, Claro y Movistar.
- Televisión: Cablevisión en formato de televisión por cable; y DirecTV en formato satelital.
- Acceso a Internet: mediante banda ancha por Movistar, Fibertel, Arnet, Flash, Jetband, Neunet y Calfnet. Hay diversos proveedores de acceso dial-up ya sea gratuitos o con tarifa telefónica reducida.

### Salud
Esta capital forma parte del área metropolitana correspondiente a la zona I de salud de la provincia de Neuquén. El principal hospital, tanto de la ciudad como a nivel provincial, es el Hospital Doctor Castro Rendón de complejidad 8, con especialistas en amplios sectores de la medicina.
Actualmente todo el sistema de salud pública de la provincia atraviesa una crisis presupuestaria y de falta de profesionales, que genera constantes problemas en la atención de los pacientes, tales como derivaciones a otros sistemas de salud (públicos o privados) a raíz de cancelaciones de turnos de cirugía o falta de camas para internaciones.
Los otros dos hospitales públicos de la ciudad son el Hospital Bouquet Roldán ubicado en el barrio Bouquet Roldán, y el Hospital Doctor Horacio Heller ubicado en el barrio Melipal del oeste neuquino. Ambos centros tienen una complejidad de nivel 4, que les permite atender la mayoría de los casos que reciben y evitar así derivar más pacientes al congestionado hospital central.
Además de los mencionados, en la ciudad existen otros centros de carácter privado de considerable complejidad, tales como el Policlínico ADOS, Policlínico Neuquén, Clínica Pasteur, CMIC, la clínica materno-infantil San Lucas y la Clínica San Agustín.
De esta manera Neuquén se encuentra en una constante recepción de pacientes del interior provincial y de localidades vecinas de la provincia de Río Negro.

### Educación

#### Historia
Desde su fundación, las escuelas neuquinas quedaban en la órbita del Consejo Nacional de Educación. La primera escuela  de la ciudad fue la Escuela Infantil Mixta. Se inauguró en el año de la capitalidad de la ciudad, en febrero de 1904. La dirigía el maestro Thames Alderete. El primer edificio en el que se asentó la escuela estaba en la avenida Olascoaga al 200. Contaba con 22 alumnos. Posteriormente el alumnado fue dividido y se crearon las escuelas de Niñas y la de Varones. Ambas escuelas funcionaron en distintos edificios hasta 1911, cuando se inauguró el nuevo edificio de la Escuela Mixta Superior, ", bajo la cual fueron reunidas las dos escuelas. Estaba ubicado en avenida Argentina y Carlos H. Rodríguez. Desde sus inicios tenía solo hasta el cuarto grado de primaria. El sexto grado es incorporado recién en 1920. Posteriormente se le asignó el N.º 2 y el nombre Conrado Villegas. En 1975 se trasladó a otro edificio ubicado en San Juan al 50, donde sigue funcionando hasta hoy.
En 1922 fue fundada la Escuela N.º 61 Nicolás Avellaneda siendo su director Ignacio Abelardo López y vicedirectora Dora Alaniz. Inició sus tareas con alrededor de400 alumnos. Funcionó en locales alquilados hasta 1954, fecha en que se inauguró el edificio propio en calle Misiones donde funciona actualmente. Dicho edificio fue declarado Patrimonio Histórico Municipal. En 1925 fue creada la Escuela N.º 101 Paula Albarracín el barrio Colonia Valentina, siendo su primera directora la maestra normal Margarita Salinas. En la actualidad asisten 700 alumnos. En 1932 fue fundada la Escuela N.º 103 de Colonia Confluencia. En 1949 se traslada a un edificio construido por José Roger Balet apellido con el que es conocida la escuela. Actualmente asisten 503 alumnos.
En 1943 se crea la primera escuela secundaria: la Escuela Técnica de Oficios que tenía dos anexos: Comercial y Profesional de Mujeres. En su primer año tuvo 41 estudiantes y su director fue Alberto Alonso, que se había desempeñado como director de la Escuela Nacional de Artes y Oficios de la ciudad de General Roca. 
En 1946 la sección Comercial se independiza, creándose la Escuela Nacional de Comercio. En 1947 lo hace la Profesional de Mujeres. En este año también se crea un nuevo anexo de la Escuela Comercial: el bachillerato. En este año la Escuela y su anexo suman 195 estudiantes. Para esta época las instituciones educativas dependen del Ministerio de Justicia e Instrucción Pública de la Nación. En 1950 se les asigna las denominaciones de “General José de San Martín” al Comercial, “Gregoria Matorras de San Martín” a la Profesional de Mujeres y Escuela Industrial de la Nación “Capitán Juan de San Martín” al técnico.
En 1951 se creó otro anexo de la escuela comercial, el Magisterio, organizado con el encuadre curricular de la escuela Normal. En el año 1969 la formación de maestros pasa al nivel terciario y es el origen del actual Instituto de Formación Docente (IFD) N.º 12 que también tiene el nombre Don José de San Martín y hoy funciona en calle Anaya. En 1970 la escuela secundaria San Martín obtiene edificio propio en la avenida Argentina donde funciona actualmente. Sus modalidades son Bachiller, Bachiller Pedagógico, Comercial y Comercial con Orientación Contable-Impositiva. Asisten actualmente 750 estudiantes.
En 1961 la escuela industrial pasa a llamarse Escuela Nacional de Educación Técnica (ENET) “Capitán Don Juan de San Martín”. En 1968 se finaliza la primera etapa del actual edificio, en la primera cuadra de la calle Eugenio Perticone, que recuerda el nombre de un exdirector de esta escuela. En a década de 1990 pasa a llamarse Escuela Provincial de Educación Técnica (EPET) N.º 8
En 1962, se creaba otro colegio secundario emblemático de la ciudad: el Colegio Don Bosco, bajo la dirección del padre Juan Gregui.
Durante la presidencia de Carlos Menem (1989-1999), con motivo de la sanción de la Ley de Reforma del Estado, se completó la transferencia a las provincias de las escuelas primarias, de educación media y terciarias que se encontraban aún dentro del ámbito nacional (Ley de Transferencia N.º 24.049 del año 1992).

#### Actualidad
La educación en la ciudad se ubica en el marco del sistema educativo de Argentina.  Los niveles educativos son: Inicial, Primario, Secundaria y Superior. Los tres primeros y la superior no universitaria está regulada por la Ley Orgánica de Educación de la provincia N.º 2945. En acuerdo general con el sistema nacional, esta ley consagra la educación y el conocimiento como un derecho personal y social y a la vez una obligación del estado provincial quien debe asegurar, proveer y garantizar una educación pública, gratuita, laica, integral, permanente, inclusiva, científica, equitativa, con justicia social y de excelencia. Está  integrado por instituciones de gestión estatal y de gestión privada. Estas últimas deben adecuar su actividad conforme a la ley.
Según dicha ley, en la provincia, el nivel inicial es obligatorio a partir de los 4 años y llega hasta los 5 años.  El nivel primario es obligatorio dura 7 años y está destinado a niños a partir de los 6 años de edad. Educación Secundaria es obligatoria y está destinada a adolescentes, jóvenes y adultos que hayan aprobado el Nivel Primario. A su vez existen 3 modalidades: Común, Especial, de Jóvenes y Adultos. La provincia está divida geográficamente en 13 distritos educativos. De ellos el distrito N.º 1 y N.º 8 corresponden con la ciudad de Neuquén.

#### Niveles inicial, primaria y secundaria
El mayor proveedor de educación en estos 3 niveles es el estado provincial. Según datos de 2019, en la ciudad hay 82 unidades educativas en nivel inicial (de los cuales 49 son de gestión estatal y 33 de gestión privada) a los que asisten 9362 niños (6813 a los estatales y 2549 a los privados). Hay 92 escuelas primarias a las que asisten 33 038 estudiantes. La ciudad concentra el 38% de a matrícula primaria provincial. Del total de escuelas primaras, 66 son de gestión estatal y 26 de gestión privada. Del total de estudiantes, 25 266 asisten a las de gestión estatal y 7772 a las de gestión privada.
Hay 71 escuelas (localizaciones) de nivel secundario, en sus distintas modalidades (Común y Jóvenes y Adultos) y orientaciones (Bachiller, Comercial, Artística, Técnica y Agropecuaria) a las que asisten 27 545 estudiantes. La ciudad concentra el 40% de la matrícula primaria provincial y el 40% de las escuelas. De este total, 53 escuelas (unidades de servicio) corresponden a la modalidad común, a las que asisten 20 434 adolescentes. Del total de unidades de esta modalidad, 30 son de gestión estatal y 23 de gestión privada. 30 escuelas tienen planes de estudios de 5 años y 10 escuelas, de 6 años de duración, Del total de estudiantes, 15 215 asisten a las de gestión estatal y 5219 a las de gestión privada.
Actualmente se vive en la ciudad una crisis en el sector educativo público, relacionada íntimamente con la realidad de la provincia y la nación a la que pertenece. Se han conocido en los últimos tiempos altos niveles de repitencia y deserción escolar, que acompañados a los constantes conflictos entre docentes y el gobierno por reclamos salariales y de infraestructura terminan por generar un descenso en la exigencia y calidad de las escuelas. Esta situación ha desencadenado la migración de muchos estudiantes de nivel socioeconómico medio y alto hacia el sistema de educación privada, que no presenta condiciones sustancialmente diferentes al público pero generalmente se dictan más días de clase en un mismo ciclo lectivo al no tener sus docentes tanta adhesión a los paros. A raíz de este conflicto se produjo el asesinato del profesor Carlos Fuentealba, que fue duramente reprimido durante una manifestación por mejoras salariales.

#### Educación superior y universitaria

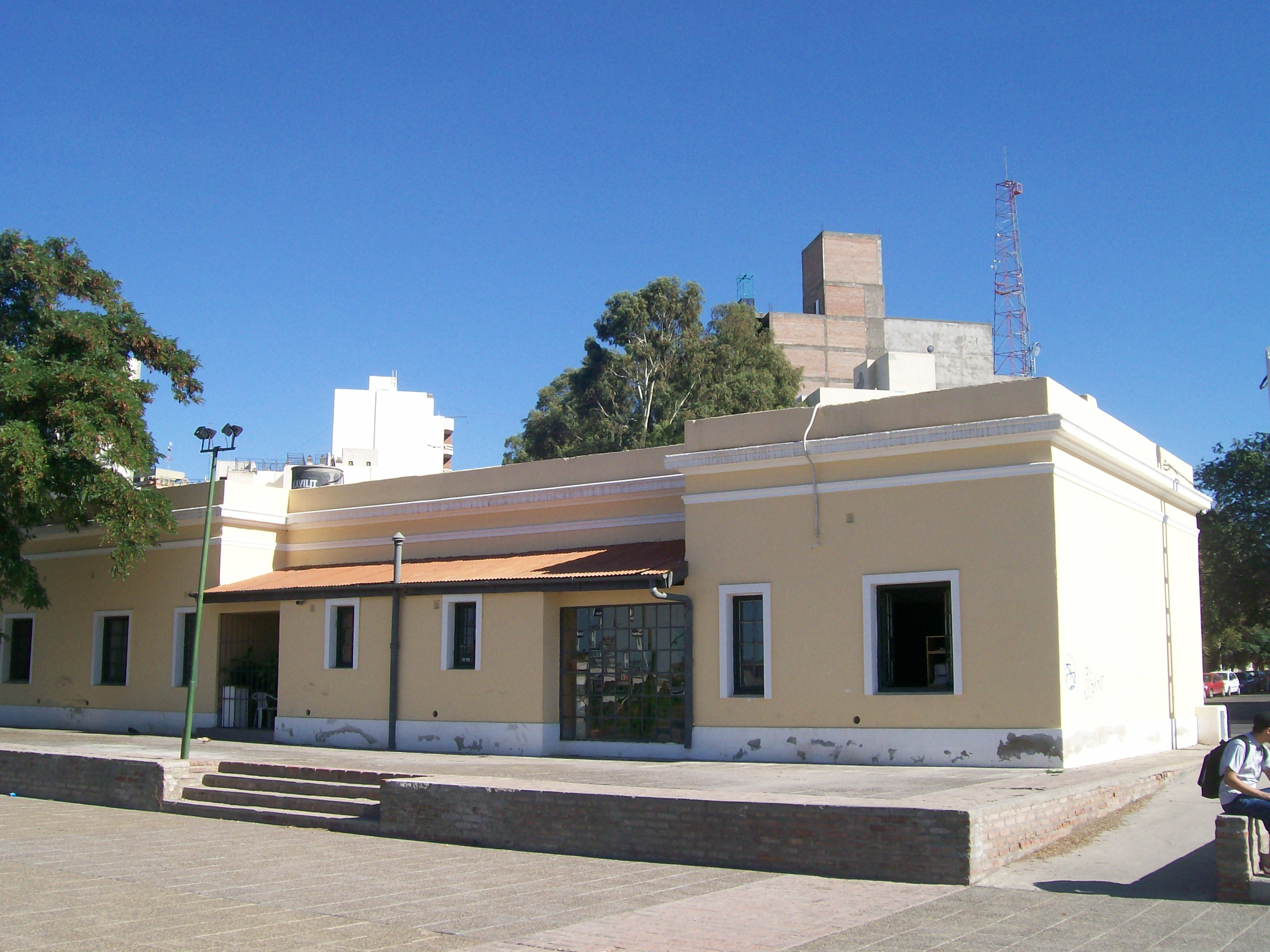
Museo de la Ciudad "Paraje Confluencia"

Neuquén es también sede de la Universidad Nacional del Comahue. Fundada en 1972 es una de las universidades más importantes de la Patagonia, ofrece una amplia y variada oferta académica. También tienen presencia en la ciudad la Universidad Empresarial Siglo 21, En la ciudad además se encuentra el campus educativo de la Universidad Católica de Salta. Por otro lado la Universidad Blas Pascal y la Universidad de Flores también tienen presencia en la ciudad. Esta urbe se ubica como uno de los centros universitarios de mayor jerarquía dentro de la Patagonia, por lo cual recibe estudiantes de distintas localidades e incluso del vecino país de Chile..
Dentro de la infraestructura en educación se encuentran diversos centros de formación artística y cultural, respondiendo a las necesidades de la región, donde abundan salas de exposición, conciertos, teatros y muestras de cine.
En Neuquén existe una de las pocas escuelas integrales del arte de títeres de Argentina, ésta es la Escuela Provincial de Títeres Alicia Murphy, que brinda educación en títeres, expresión plástica, corporal y dramática a 200 alumnos.
De la misma manera, la comuna aloja a la Escuela Superior de Música, una institución provincial creada en 1968, de vasta experiencia en la enseñanza musical y abierta a toda la comunidad. La oferta de educación artística se complementa con la Escuela Provincial de Bellas Artes Manuel Belgrano, fundada en 1960.

## Medios de comunicación

### Diarios
El principal medio escrito de la ciudad es el periódico La Mañana de Neuquén, aunque el de mayor tirada es el Diario Río Negro, de la cercana localidad de General Roca, que podría considerarse de mayor cobertura en los temas regionales.

### Televisión
En Neuquén, es posible sintonizar 3 canales de televisión abierta en formato analógico y la red nacional de Televisión Digital Terrestre. Los dos canales de Televisión analógica que transmiten desde la capital son LU 84 TV Canal 7, que pertenece a Alpha Media y retransmite gran parte de la programación de su señal Telefe, y una repetidora de LS 82 TV Canal 7 de Buenos Aires (Televisión Pública Argentina), que pertenece a la estatal Radio y Televisión Argentina y cuya señal es retransmitida en Neuquén y el Alto Valle por el Canal 12. También es posible sintonizar la señal de LU 92 TV Canal 10 de General Roca que pertenece al Estado Rionegrino y está afiliada a la red Artear/El Trece.

### Radios

#### AM
- 550 kHz -  La Primera / Mitre (Neuquén Capital)
- 600 kHz - LU5 Radio Neuquén / Cadena 3 (Neuquén Capital)
- 640 kHz - LU 18 Radio El Valle (General Roca)
- 690 kHz - LU19 La Voz del Comahue (Cipolletti)
- 740 kHz- La Carretera (Allen)
- 970 kHz LRA43 Radio Nacional Neuquen (Neuquen)
- 1000 kHz - LU16 Radio Río Negro (Villa Regina)
- 1400 kHz - LRG402 Radio Cumbre (Neuquén capital)

#### FM
- FM 87.5 MHz Urbana Play
- FM 87.7 MHz Pirkas
- FM 88.1 MHz Punta
- FM 88.3 MHz Estilo 2
- FM 88.5 MHz Capital
- FM 88.7 MHz La Tropi
- FM 88.9 MHz Suyay
- FM 89.1 MHz Positiva (Dsport)
- FM 89.3 MHz Blue Neuquen
- FM 89.5 MHz Sensación
- FM 89.9 MHz Ruta 67 (AM Cumbre)
- FM 90.1 MHz Cosmos
- FM 90.5 MHz Mitre Patagonia
- FM 90.7 MHz RDV (La Primera)
- FM 90.9 MHz RN Radio
- FM 91.1 MHz Activa
- FM 91.3 MHz La Radio de Fito
- FM 91.5 MHz Radio Fiesta
- FM 91.7 MHz Vale Neuquen
- FM 91.9 MHz Sky Soft
- FM 92.1 MHz La Retro
- FM 92.3 MHz Los 40 Principales Neuquen
- FM 92.7 MHz Tuit
- FM 93.1 MHz Cadena Uno
- FM 93.3 MHz Unelen
- FM 93.7 MHz La Red Neuquen
- FM 93.9 MHz Concepto
- FM 94.1 MHz Pogo
- FM 94.3 MHz Cadena uno (Latina)
- FM 94.7 MHz La Cinco (LU5 Radio Neuquen)
- FM 94.9 MHz Memory
- FM 95.1 MHz Red Aleluya Neuquén
- FM 95.3 MHz Vida Abundante
- FM 95.5 MHz Sky
- FM 95.7 MHz Radio con Vos Neuquen
- FM 95.9 MHz Queremos Rock (Rock & Pop)
- FM 96.1 MHz Las Palmas
- FM 96.3 MHz Cadena Uno
- FM 96.5 MHz Vorterix Neuquen
- FM 96.7 MHz Cielo Radio
- FM 96.9 MHz La Voz del Neuquen
- FM 97.1 MHz Frecuencia Norte
- FM 97.3 MHz Divina Providencia
- FM 97.7 MHz Radio 7
- FM 97.9 MHz Pop Neuquen
- FM 98.5 MHz Radio 10 Neuquen
- FM 98.9 MHz Argentina
- FM 99.1 MHz Puelmapu
- FM 99.3 MHz Romantic
- FM 99.7 MHz Aire 99
- FM 99.9 MHz Puerto de Valle
- FM 100.1 MHz Cadena 3 Neuquen
- FM 100.3 MHz
- FM 100.5 MHz Radio Mix
- FM 100.7 MHz Frecuencia Rio
- FM 100.9 MHz Del Plata Neuquen
- FM 101.1 MHz Cadena Ritmo
- FM 101.3 MHz Nova
- FM 101.5 MHz The Voice Radio
- FM 101.7 MHz Fipan
- FM 101.9 MHz Maxima
- FM 102.3 MHz Radio Comunitaria del Este
- FM 102.5 MHz CNN Radio
- FM 103.3 MHz Nacional Rock
- FM 103.7 MHz Unco Calf
- FM 104.1 MHz Continental Neuquen
- FM 104.3 MHz La Cien Neuquen
- FM 104.5 MHz Norte ( de Bahia Blanca)
- FM 104.7 MHz Mega Neuquen
- FM 104.9 MHz RTN
- FM 105.1 MHz Libertad
- FM 105.3 MHz
- FM 105.5 MHz Pandora
- FM 106.3 MHz Factory
- FM 106.5 MHz La Propaladora
- FM 106.9 MHz Flahs
- FM 107.1 MHz Hueney
- FM 107.3 MHz Dimension
- FM 107.5 MHz Sensation
- FM 107.9 MHz Laser (Aspen)

## Cultura
Desde 2004, en ocasión de su centenario, la ciudad alberga una sede permanente del Museo Nacional de Bellas Artes, en la cual rotan obras de los más importantes artistas de la escena nacional e internacional. Es un edificio moderno creado por el arquitecto Mario Roberto Álvarez, de diseño simple, con 2500 m² de instalaciones. Cuenta con cuatro salas de exposición, tres para albergar la muestra permanente de 215 obras y la última para las colecciones temporales. Además posee una biblioteca y un auditorio para 400 personas donde se brindan charlas y conferencias.
Otros museos destacables dentro del ámbito neuquino son:
- Museo de la Ciudad Paraje Confluencia: ubicado dentro de una edificación colonial al costado de las vías férreas en el este del Parque Central. Ofrece una visita guiada que permite conocer en detalle la historia de la ciudad.
- Museo municipal Doctor Gregorio Álvarez: fue montado dentro de un taller restaurado del ferrocarril en la zona oeste del Parque Central, alojó las muestras del Museo Nacional de Bellas Artes durante la construcción de su edificio definitivo y en la actualidad se realizan exposiciones artísticas de variada naturaleza.
- Sala Emilio Saraco: se encuentra en el punto medio de la línea imaginaria entre los dos museos nombrados anteriormente. Rotan allí principalmente colecciones de pintura y fotografía de artistas regionales.

También se puede visitar el observatorio astronómico, el cual cuenta con tres telescopios de imagen compuesta que captan luz visible y radiación infrarroja, y que permiten lograr imágenes de buena calidad del espacio exterior en días de buen tiempo. Está ubicado en la zona de la Plaza de las Banderas, en el norte de la ciudad.
Durante el verano, en el mes de febrero, la ciudad es la sede de La fiesta de la confluencia, la cual convoca a varios talentos musicales nacionales e internacionales. Las presentaciones musicales son en vivo en el Paseo de la costa, y además de grandes figuras también participan músicos regionales, hay varios shows para los más pequeños y una gran variedad de puestos de comida. Todos los años esta fiesta concentra una gran cantidad de gente.

## Religión
Una encuesta realizada por en la ciudad publicada en 2006 concluyó que el 92,5 % de los entrevistados manifestó creer en un dios y el 6.5 % se declaró ateo. Con respecto a la adhesión a alguna religión, el 84.8 % declaró adherir a alguna lo cual es superior a la media nacional. La distribución por género de esta adhesión es 90 % para mujeres y 79 % para varones. La distribución por edades es: De 13 a 20 años, 78.3 %; de 21 a 35 años, 82.2 %; de 36 a 49 años, 88.4 %; y más de 50 años, 95.5 %.
Asimismo se consultó sobre la creencia en los ángeles, y el resultado fue que el 68.5 % de la población cree en ello, registrándose los mayores porcentajes entre las mujeres y la población con menos ingresos económicos.
Además existe un estudio nacional con algunos parámetros distribuidos geográficamente. Con respecto a la adhesión a las distintas religiones, el 61.5 % de la población de la región sur declara adherir a la religión católica, porcentaje menor que el promedio nacional. Lo que caracteriza la región sur es la gran adherencia de la población a religiones evangélicas, Testigos de Jehová y de los Santos de los Últimos Días. Estos representan el 21.6 % y el 3.7 %, respectivamente. Ambos porcentajes son aproximadamente el doble de los valores nacionales. Los adherentes a otras religiones son el 1.5 %, porcentaje levemente superior al nacional.
Cristianismo

Las tablas siguientes resumen la cantidad de templos religiosos cristianos registrados por la división Cultos del municipio en 2007, 2009 y 2010 y un detalle la cantidad de templos religiosos de denominaciones englobadas como evangélicas, para el año 2007.
| Iglesias                    | 2007 | 2009 | 2010 |
| Evangélicas                 | 231  | 247  | 270  |
| Católicas                   | 40   | 52   | 60   |
| Adventistas del Séptimo Día | 5    |      | 8    |
| Santos de los Últimos Días  | 5    |      | 5    |
| Testigos de Jehová          | 4    |      | 4    |
| Israelita del Nuevo Pacto   | 3    |      | 3    |
| Católica No Romana          |      |      | 1    |
| Nueva Apostólica            |      |      | 1    |
| Gnóstica                    |      |      | 1    |
| Científica Basilio          |      |      | 1    |
| Universal del Reino de Dios |      |      | 1    |
| Total                       | 280  | 325  | 357  |

| Iglesias evangélicas (año 2007)   |     |
| Pentecostal                       | 163 |
| Metodista pentecostal             | 13  |
| Bautista                          | 6   |
| Presbisteriana evangélica coreana | 1   |

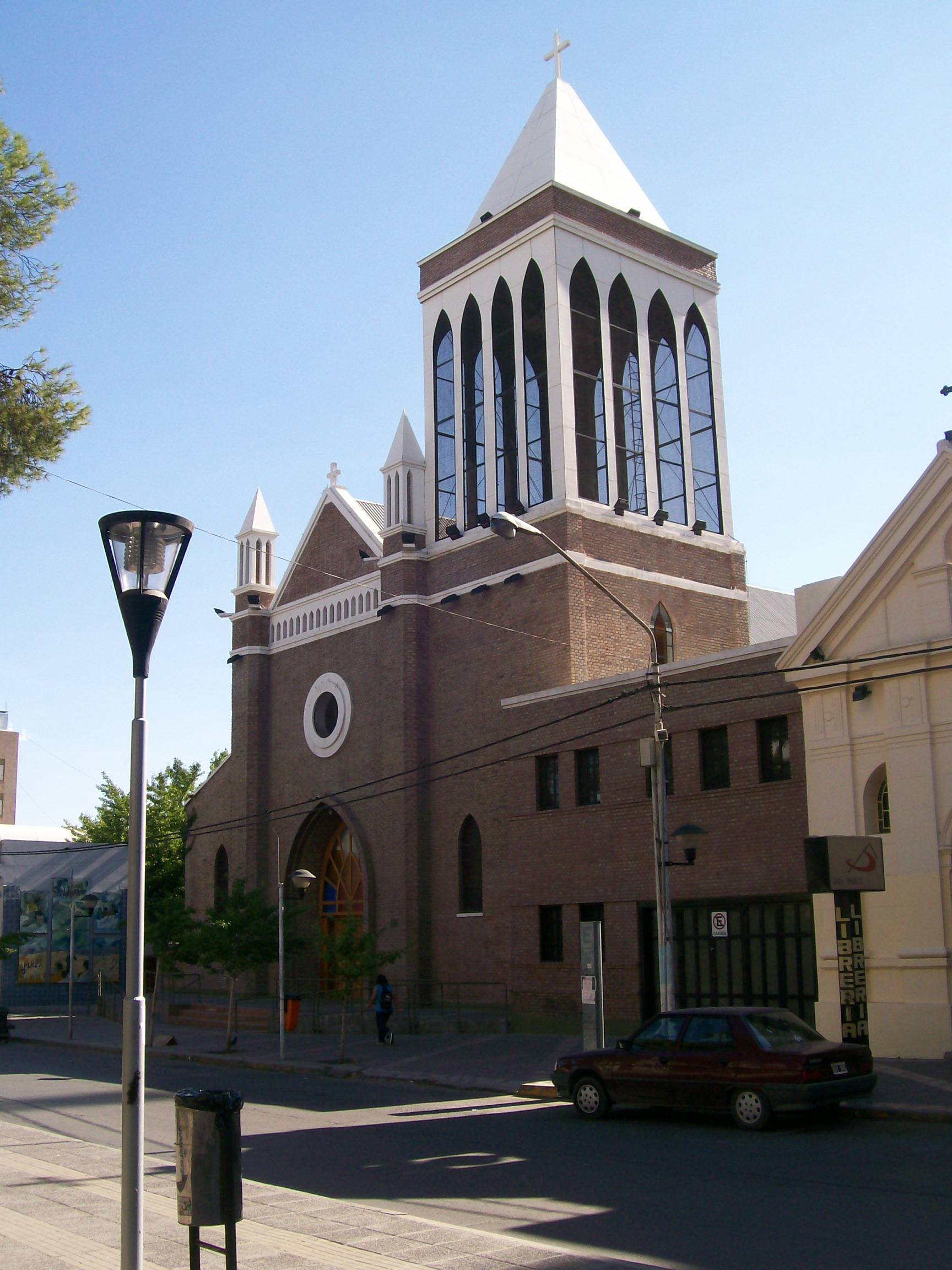
Catedral María Auxiliadora, sede de la diócesis católica de la provincia, ubicada en la céntrica Avenida Argentina de la ciudad.

La ciudad es sede de la diócesis provincial de la iglesia católica argentina, creada en 1961, que tiene entre sus dirigentes históricos a Jaime de Nevares referente ético, tanto para los católicos como para otros actores sociales.
| Diócesis   | Neuquén |
| ---------- | --- |
| Parroquias | Catedral María Auxiliadora, Inmaculada Concepción, María Madre de la Iglesia, San Martín de Porres, San Pedro y San Pablo Apóstoles, San Cayetano, Virgen del Carmen, Nuestra Señora del Valle, Nuestra Señora de Fátima, San Francisco de Asís, San José Obrero, Nuestra Señor del Carmen, María Madre de Dios, Nuestra Señora de la Asunción, San Juan Bosco, Nuestra Señora de Lourdes, Nuestra Señora de Luján, María Madre de la Esperanza, Nuestra Señora de Guadalupe, Nuestra Señora de Itatí, Santísima Trinidad y Nuestra Señora del Neuquén, Santa Rosa de Lima, Nuestra Señora de la Paz, Santa Rita de Casia, Jesús Misericordioso, María Madre de los Pobres, San Pablo Apóstol |

La iglesia evangélica bautista de la ciudad tiene su origen en la última mitad de la década de 1960, de la mano de Lorenzo Nicolás Klink.
El pentecostalismo tiene una larga historia en Neuquén. Esta ciudad fue una de las primeras que recibió a pastores pentecostales en el país, llegados desde Chile en el año 1973.
La Iglesia Metodista Pentecostal Argentina (IMPA), tiene presencia desde la década de 1980 el barrio Confluencia.
Religiones no cristianas
Existen en el registro oficial del municipio dos centros umbanda, uno budista y uno judío.
En relación con el culto umbanda, desde el año 2012, en el cementerio central de la ciudad, hay una imagen del orixa Omulú, una de las deidades de este credo, constituyendo un hecho único en el país. La imagen fue colocada en una ceremonia realizada por el pai (sacerdote) Julio César Ros Poblet y contó con el apoyo de la delegación del INADI en la provincia.

## Deportes
En la actualidad se organizan en la ciudad diversas competiciones deportivas, como los partidos de la Liga de Fútbol del Neuquén, la Federación Neuquina de Balonmano, la Federación de Básquet de Neuquén y las competiciones del patinaje artístico (Federación Neuquina de Patín), entre las más destacadas. A su vez, en la ciudad se practican en forma de hobby o amateur deportes poco tradicionales en Argentina o la región patagónica como el bicicrós, el tenis de mesa o el patín carrera, dando algunos deportistas que han triunfado a nivel nacional e internacional.
Los equipos más importantes de Neuquén están representados por:
- Gigantes del Sur, de vóleibol, participa en la Liga Nacional de Vóley A1.
- Club Atlético Independiente: con sus equipos de básquetbol y fútbol que militan respectivamente en el Torneo Federal de Básquetbol y el Torneo Federal A de AFA.
- Otros clubes importantes de la ciudad son el Club Atlético Maronese, Club Atlético Pacífico que militan en la Liga de Fútbol del Neuquén y en el Torneo Regional Federal Amateur.
- Neuquén RC, de rugby, el equipo más importante de su Unión.

Las competiciones de básquetbol y vóleibol se disputan en el Estadio Ruca Che el mayor recinto cubierto de la ciudad con una capacidad de 6000 espectadores, debido a la importante afluencia de público ya que se desempeñan en ligas de alcance nacional.
El desarrollo de deporte infantil y amateur se apoya en el marco del gran número de clubes que existen dispersos dentro de la geografía de la ciudad, destacándose como uno de los mayores promotores de la práctica deportiva en la edad temprana la red de Centros de Educación Física (C.E.F.), propiedad del gobierno de la provincia, con tres instalaciones en Neuquén, el C.E.F. 1, el C.E.F. 4 y el C.E.F. 13. El primero de estos es el principal de la red y cuenta con la mayor piscina de competencia de la provincia, campo de atletismo, cancha de fútbol 11, pitch de sófbol y varios gimnasios especializados, como el de gimnasia artística, pelota-paleta, voleibol y básquetbol. Su enfoque es principalmente hacia niños y adolescentes, con una diversa oferta deportiva y de horarios. Estos centros son pensados para complementar la vida deportiva de manera natural a la vida académica desde los 4 hasta los 14 años, generando hábitos saludables que perduren a lo largo de la juventud y la adultez; dentro de clases sin las presiones de la victoria como único objetivo, sino más bien rescatando los valores del esfuerzo y el compañerismo.
La pista de patín carrera del Parque Central es única en su tipo en la región del Comahue y se considera el semillero de algunos de los mejores exponentes de la especialidad a nivel nacional e internacional.
En la zona oeste se encuentra el hipódromo Ciudad de Neuquén, que permite la práctica de la hípica a aficionados y profesionales. En sus instalaciones se llevan a cabo distintas competiciones de relevancia regional y nacional, siendo la más codiciada y concurrida el Premio Carlos Pellegrini.
Durante los días 6 y 7 de enero de 2009, Neuquén recibió a los competidores del Rally Dakar, como final de etapa desde Ingeniero Jacobacci y comienzo de la etapa hacia San Rafael. Durante las horas de permanencia en la ciudad de pilotos y equipos de asistencia grandes aglomeraciones de personas se agolparon en las calles para observar el evento.
En cuanto al automovilismo, si bien la ciudad no posee un circuito para desarrollar competiciones, la influencia generada por la incursión de diferentes categorías en el autódromo ubicado en la Ciudad de Centenario, es muy notoria en la capital. A esto se le suma también la incursión a nivel nacional del piloto Francisco Troncoso, nacido en esta ciudad capital y reconocido por haber obtenido el subcampeonato de Fórmula Renault Argentina en 2009 y por su incursión en dos de las categorías más importantes del país: El TC 2000 y el Top Race V6.
Desde 2015 se disputa aquí una fecha del Campeonato del Mundo FIM de la especialidad Motocross: el circuito de Villa La Angostura fue elegido como el mejor del año 2015 y 2016.

## Economía

### Sector primario
Agricultura
El aprovechamiento de las aguas permitió el desarrollo de cultivos intensivos. La zona frutícola, próxima a esta capital, produce manzanas, peras y uvas. Las dos primeras, además de abastecer el mercado local y nacional, se exportan congeladas al Mercosur, Estados Unidos y Europa.
Extractivas
La industria petrolífera desarrollada en las planicies cercanas a la ciudad genera en ella el asentamiento de oficinas de las empresas y la aparición de distintos comercios dedicados a la venta de insumos para dicha actividad. Algunas de las empresas más importantes que operan en la ciudad de Neuquén son: YPF del Estado Nacional, Pampa Energía, Tecpetrol, Shell, Schlumberger, Skanska, Vista Energy, Pluspetrol, Chevron, Total Energies, Exxon Movil, etc.

### Sector secundario
Se producen jugos de fruta concentrados para consumo interno y para exportar. La actividad vitivinícola desarrollada en las planicies regadas artificialmente viene experimentando un crecimiento muy importante en los últimos años, comenzando a ser exportados a varios países los vinos que allí se producen, y ganando una cuota mayor del mercado interno frente a regiones productoras tradicionales, como Cuyo o Salta.
En la zona norte de la ciudad se ubica su parque industrial, situándose allí importantes empresas. Uno de los establecimientos más representativos de este barrio es la fábrica de cerámicas FaSinPat, paradigma del control obrero de la producción, antiguamente conocida como Cerámica Zanón.

### Sector terciario
Comercio
A un costado de la ruta provincial 7, en las afueras de la ciudad se encuentra el Mercado Concentrador de Neuquén. Allí se reciben diariamente cargamentos de vegetales y frutas de la zona del valle o de otros puntos del país que se comercializan para el consumo de la ciudad y sus alrededores. El mercado de exportación va directamente a los puertos, el más utilizado es el de San Antonio Este.

### Recreación y turismo
Neuquén ofrece una oferta variada de actividades recreativas. Se pueden nombrar los espectáculos culturales callejeros de la zona céntrica durante los fines de semana. También en esa zona se encuentran algunas salas de teatro y el Cine Español, un verdadero clásico de la ciudad.
Es posible visitar también uno de los dos centros comerciales que cuentan con diversos entretenimientos.
Existen distintos circuitos turísticos y puntos panorámicos de la ciudad, como el Balcón del Valle o la Plaza de las Banderas, que brindan escenarios interesantes para los amantes del avistaje o la fotografía. Uno de los paseos típicos es recorrer durante el fin de semana la feria de artesanos frente a la catedral, ubicada sobre la Avenida Argentina, que permanece cerrada al tránsito vehicular.
En épocas de verano se realizan variados tipos de deportes náuticos, en las zonas de balnearios del Río Limay, así como también la pesca. Está muy difundida sobre todo la modalidad de pesca con mosca. Es común observar en los cauces que rodean a la ciudad grupos de pequeñas embarcaciones como kayaks y canoas paseando.

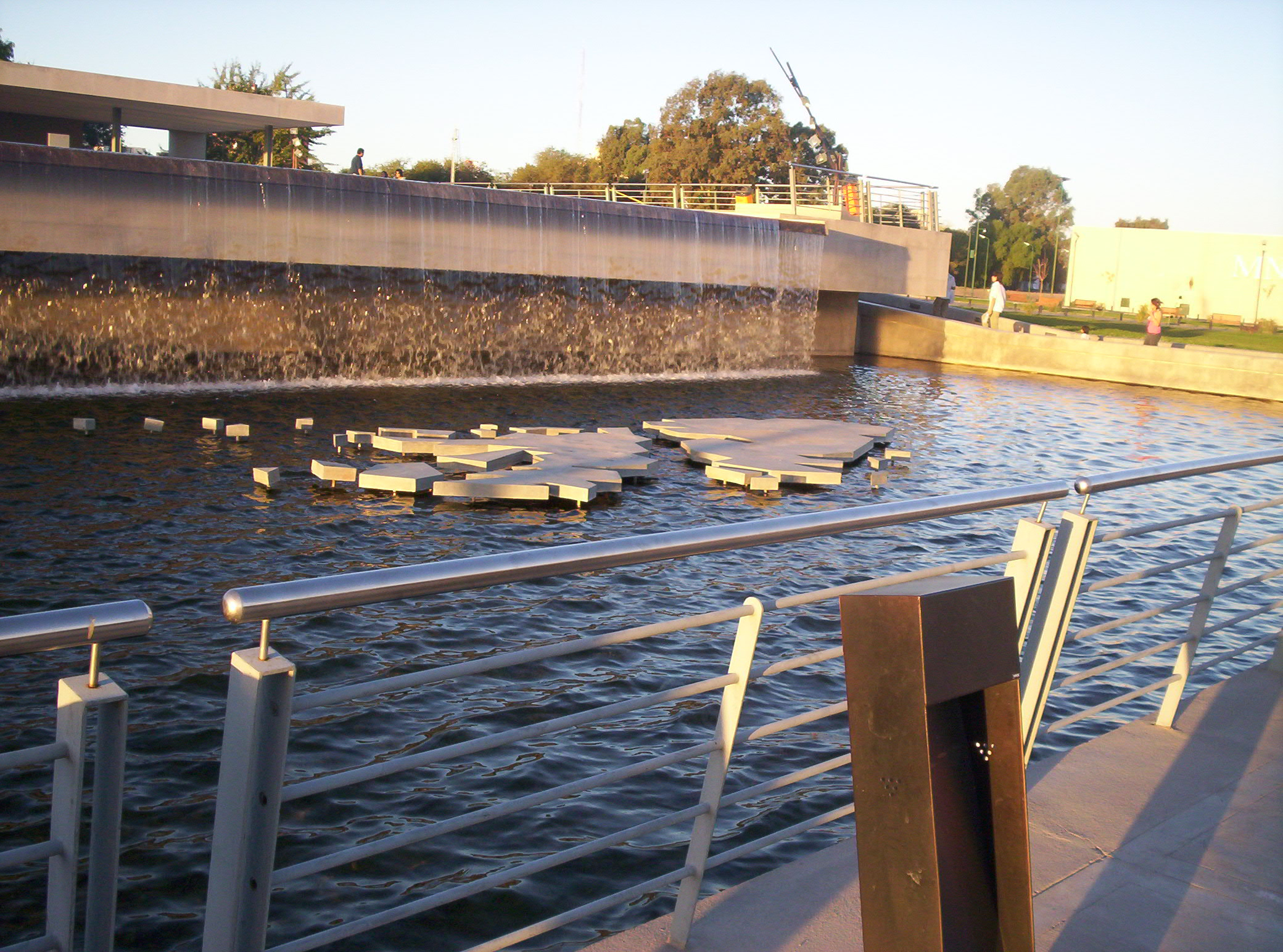
Monumento a los caídos en la guerra de Malvinas, en el Parque Central.

 En el barrio Valentina Sur en medio de chacras se encuentra la Torre Talero, un edificio de estilo colonial que data de 1906, declarado monumento histórico municipal. Fue construida por el poeta colombiano Eduardo Talero. Antiguamente era un agradable sitio frecuentemente visitado dentro de los recorridos turísticos de la ciudad, lamentablemente hoy muestra signos de abandono y espera una restauración prometida por las autoridades.
Hacia el oeste de la ciudad a pocos kilómetros se encuentra el Valle de los Dinosaurios, ubicado en las inmediaciones de la localidad de El Chocón. Allí se puede visitar el museo paleontológico, o recorrer el terreno divisando las milenarias huellas y yacimientos fósiles. Además se pueden conocer las instalaciones de la hidroeléctrica El Chocón o realizar actividades en los balnearios del embalse Ramos Mexía.
En los suburbios del norte de la ciudad se ubican bodegas relativamente jóvenes, que promueven el turismo del vino en la zona. En estas bodegas se utilizan especies introducidas en terrenos poco convencionales para las mismas, que son mantenidas mediante riego artificial. En este lugar se inauguró un hotel resort con wine spa de 5 estrellas de lujo que eleva la oferta y calidad hotelera de la región. Dentro del casco urbano de la ciudad el alojamiento de mayores comodidades es el tradicional Hotel del Comahue, de 4 estrellas.
En Neuquén hay una buena oferta y disponibilidad hotelera, producto de ser una zona de paso de turistas que van hacia la cordillera de los Andes y, en los últimos años, se está convirtiendo en un destino turístico de mayor importancia a nivel nacional; además se organizan en la ciudad congresos y reuniones empresariales que precisan de estas instalaciones.
La ciudad muestra una agitada vida nocturna, que se complementa con la oferta de la vecina Cipolletti. La zona céntrica presenta variadas opciones en cuanto a restaurantes y pubs, mientras que hacia el sector de los balnearios del Río Limay se encuentran boliches y bares que trabajan durante toda la madrugada los fines de semana y feriados.

## Ciudades hermanas
- Knoxville, Estados Unidos
- Treviso, Italia
- Valdivia, Chile[232]
- Temuco, Chile
- Además, Neuquén pertenece a la red de Mercociudades